# Willem van Oranje

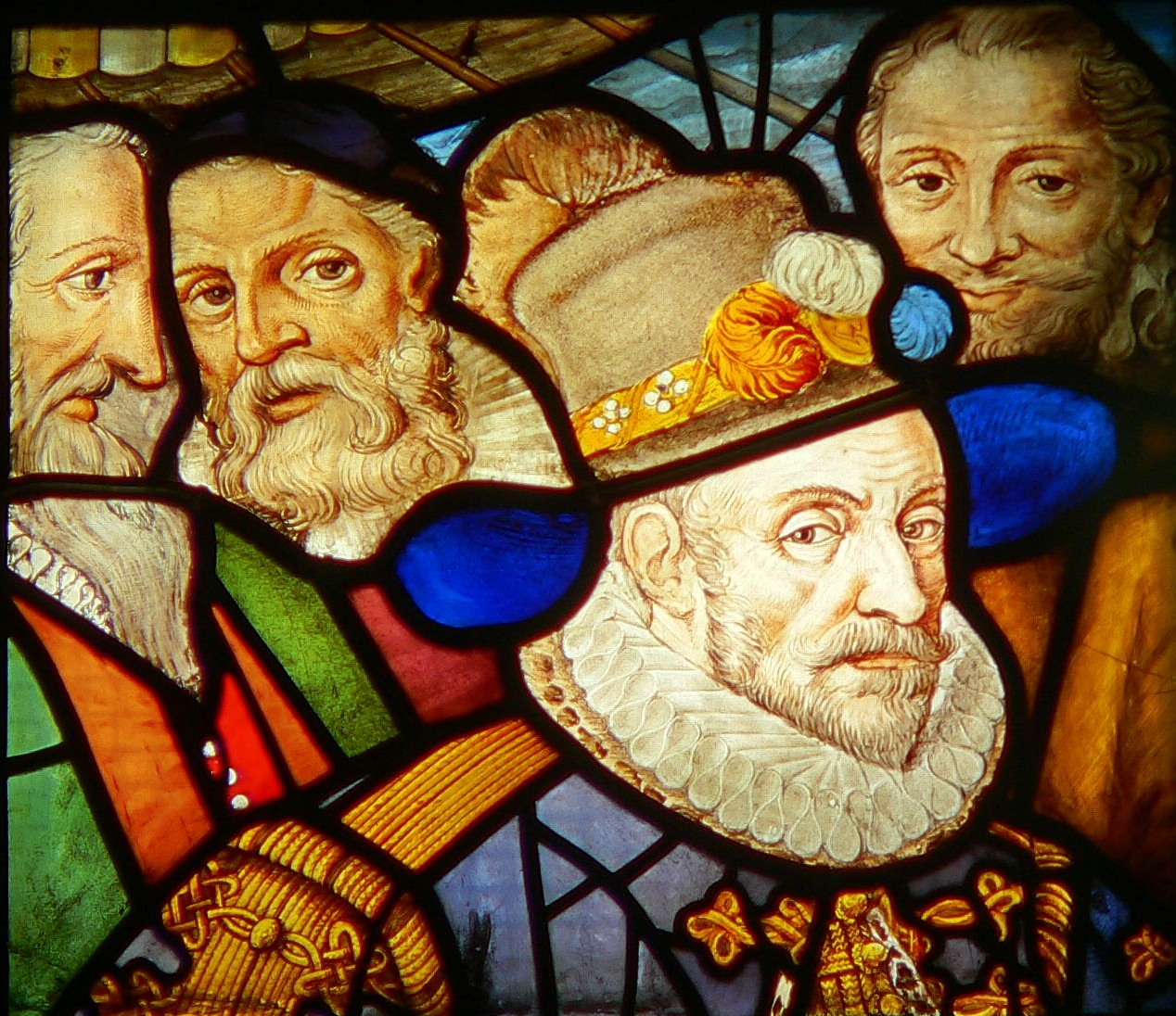
Willem van Oranje, Gebrandschilderd Glas 25 in de Sint-Janskerk in Gouda: "Het ontzet van Leiden in 1574"

Willem (Dillenburg, 24 april 1533 – Delft, 10 juli 1584), Prins van Oranje, graaf van Nassau-Dillenburg, beter bekend als Willem van Oranje of onder zijn postume bijnaam Willem de Zwijger, was een staatsman en legeraanvoerder die een sleutelrol speelde in de ontketening van de Tachtigjarige Oorlog en de grondlegging van de hieruit ontstane Republiek der Zeven Verenigde Nederlanden. Voorheen was hij in dienst van de heerser waar deze oorlog als opstand tegen begonnen was, de Spaanse koning Filips II. Bij diens vader, keizer Karel V, was Oranje zijn loopbaan begonnen. In Nederland staat hij bekend als de Vader des Vaderlands. Zijn oorspronkelijke naam is Wilhelm. Willem is zijn vernederlandste naam. De naam Willem van Oranje ontstond doordat hij in 1544 de titel Prins van Oranje erfde.  
Een onderdeel van een van zijn wapenspreuken was Je maintiendrai (Frans voor 'Ik zal handhaven'), dat in het wapen van het Koninkrijk der Nederlanden verankerd werd. Het volkslied van de latere staat Nederland draagt vanaf 1932 zijn naam: het Wilhelmus. Nederlandse sportploegen in nationaal verband dragen sinds de twintigste eeuw oranje, wat terug te voeren is op zijn titel van Prins van Oranje.

## Jeugd (1533–1555)

### Gezin

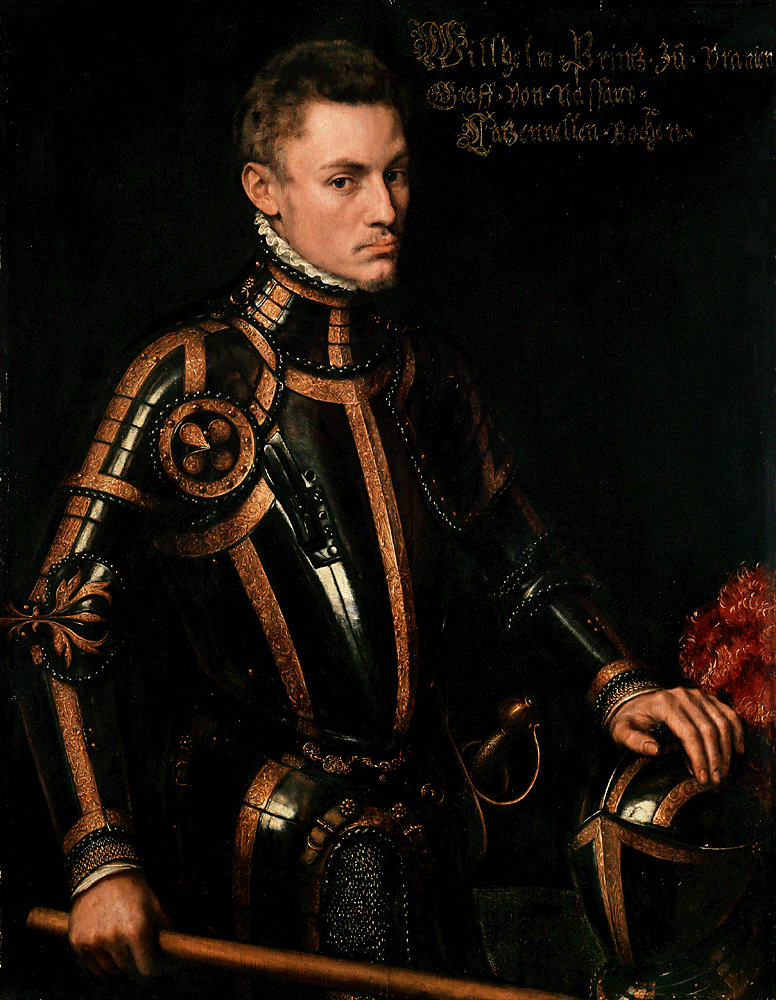
Willem van Oranje met de generaalsstaf in de rechterhand, geschilderd door Anthonie Mor omstreeks 1554. Hij was door keizer Karel V op 22-jarige leeftijd tot kapitein-generaal, opperbevelhebber van het Maasleger gemaakt en stichtte in 1555 de legerplaats Philippeville in de oorlog tegen de Fransen.

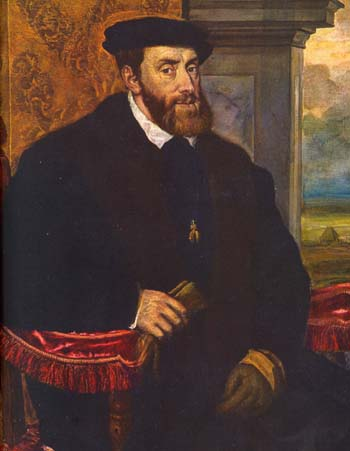
Karel V in 1548 geschilderd door Titiaan

Willem van Oranje werd 24 april 1533 tegen drie uur in de ochtend op het ouderlijk slot Dillenburg geboren, als oudste kind uit het huwelijk van Willem I van Nassau-Dillenburg (Willem de Rijke, 1487-1559), graaf van Nassau, en de 21 jaar jongere Juliana van Stolberg (1506-1580). Zijn vader verordonneerde dat hij Wilhelm zou komen te heten. Uit een eerder huwelijk had zijn vader al een dochter en zijn moeder had uit eveneens een eerder huwelijk vier kinderen. Na hem werden nog elf kinderen geboren, waarvan er tien de volwassen leeftijd bereikten.
Op 4 mei 1533 werd Willem onder grote belangstelling in de slotkapel gedoopt volgens de katholieke traditie, om keizer Karel V van het Heilige Roomse Rijk - waar het graafschap Nassau onder viel - te vriend te houden.

### Prins van Orange
In 1544 erfde de elfjarige Willem het prinsdom Orange van zijn op 15 juli dat jaar overleden neef René van Chalon. Omsloten door Frankrijk was Orange een soeverein territorium van ongeveer 12 bij 25 kilometer, vlak bij Avignon in het stroomgebied van de Rhône. Karel V stemde in met de erfenis. Hij verbond er wel enkele voorwaarden aan, waaronder een verdere opvoeding van Willem in Brussel onder de verantwoordelijkheid van hemzelf en die van zijn zus Maria van Hongarije, de landvoogdes. Vanwege het belang van de erfenis ging ook Willems vader, Willem de Rijke, akkoord.
Naast de wapenspreuk Je maintiendrai Chalon voerde Willem dus ook de titel prins van Oranje. Hij erfde van zijn neef ook voorrechten en bezittingen in onder meer Dietz, Vianden, Charny, Penthièvre, Tonnerre, Warneton, Diest, Breda, Chatebelin, Nozeroy en Arlay. In Brussel kreeg hij twee voogden: Jean de Mérode voor zijn belangenbehartiging (zoals beheer van domeinen, kastelen en pachten), Claude Bouton, heer van Corbaron, voor zijn opvoeding en onderwijs en Adolf von Holstein-Schaumburg, hulpbisschop van Keulen, als 'oppervoogd'. Willem van Oranje zou zijn prinsdom nooit met eigen ogen aanschouwen.
Aan het hof van Maria van Hongarije werd vooral Frans gesproken en door enkelen Nederlands, talen die Willem van Oranje niet sprak. Naast die twee talen werd hij onderwezen in Latijn, Spaans en Italiaans, hoewel hij nooit zijn Duitse accent zou verliezen en nooit vloeiend Nederlands zou spreken. Daarnaast leerde hij paardrijden, jagen, schermen, vechten met het zwaard en de lans, dansen en retorica.
Maria van Hongarije nam hem mee op haar inspectiereis in het voorjaar van 1545 door Gelre, Drenthe, Groningen, Overijssel en Utrecht. Er ontstonden contacten op allerlei niveaus. Fernando Álvarez de Toledo, hertog van Alva en staatssecretaris Granvelle leerde hij kennen. Ook kreeg hij in zijn jaar van aankomst Karel V te zien. Het bleek dat de jonge prins zich uitstekend wist te redden. Zijn levenshouding werd gekenmerkt door optimisme en welsprekendheid. Hij bleek over diplomatieke gaven te beschikken.
Op 20 oktober 1547 vertrok Willem in het gevolg van de landvoogdes voor een bezoek aan de Rijksdag in Augsburg waar het gezelschap op 23 november aankwam. Op 13 maart 1548 werd de terugtocht aanvaard. In 1549 kwam Karels zoon Filips uit Spanje over om op zijn vaders verzoek kennis te komen maken met de Zuidelijke Nederlanden. Willem van Oranje vergezelde Filips en diens vader op de daarop volgende rondreis door de zuidelijke gewesten van de Nederlanden.
Willem van Oranje behoorde in eerste instantie tot het gezantschap dat eind 1553 in Londen het huwelijkscontract zou voorbereiden voor het voorgenomen huwelijk van Filips II met de Engelse koningin Maria Tudor, maar uiteindelijk ging hij niet mee.

### Huwelijk met Anna van Egmont
Op 8 juli 1551 trad de 18-jarige Willem in het huwelijk met Anna van Egmont. Zoals gebruikelijk in zijn kringen was het huwelijk gebaseerd op berekening en familiebelang. Door het huwelijk vergrootte hij zijn belangen in de Nederlanden. Op 9 december 1553 werd hun eerste kind Maria geboren (gestorven 1554), vernoemd naar Maria van Hongarije die het kind ten doop hield. Op 19 december 1554 werd Willems eerste zoon geboren: Filips Willem. De eerste voornaam komt van Filips, de zoon van keizer Karel V, die peetoom werd.

## Samenzwering van Maurits van Saksen en Hendrik II
In Duitsland werd Karel V uitgedaagd door Maurits van Saksen en Albrecht van Brandenburg en er dreigde na zeven jaar vrede weer oorlog met Frankrijk, waar Hendrik II in 1547 Frans I als koning was opgevolgd. Deze laatste Italiaanse Oorlog (1551-1559) begon in het Middellandse Zeegebied, maar breidde zich al snel uit naar Centraal- en West-Europa. De opstandige lutherse vorsten onder leiding van Maurits van Saksen zwoeren samen met de Franse koning (Verdrag van Chambord, 15 januari 1552) en ontketenden de Vorstenopstand (maart–augustus 1552). Het was hun bedoeling Karel V ten val te brengen, maar vooral Granvelle werd gezien als de kwade genius van de hardvochtige politiek van de keizer. De keizer moest tot over de Brennerpas vluchten voor Maurits van Saksen, die met een leger naar het zuiden trok. Hendrik II nam Metz in. Willem van Oranje trok als kolonel met een troepenmacht naar Artesië en ging later op in een legermacht onder aanvoering van Adriaan van Croÿ, heer van Roeulx, tot aan het Île-de-France. Er werd vrede gesloten met Maurits van Saksen met het Verdrag van Passau (2 augustus 1552).

### Bevelhebber keizerlijke leger in de Nederlanden

Het wapen van Willem van Oranje

De ster van de jonge Willem rees gestaag. Hij werd een van de belangrijkste edelen aan het hof. Na het overlijden in juni 1555 van de Gelderse krijgsheer Maarten van Rossum werd Willem van Oranje door Maria van Hongarije gevraagd om diens functie als stadhouder van Luxemburg over te nemen. Hij sloeg het aanbod af om reden dat hij te jong en te onervaren zou zijn. Willem van Oranje volgde op 22 juli 1555 van Rossum wel op als bevelhebber van het keizerlijk leger in de Nederlanden, in de functie van kapitein-generaal.
Toen Karel V op 25 oktober 1555 terugtrad als heer der Nederlanden leunde hij bij deze plechtigheid in Brussel op de schouder van de 22 jaar jonge prins. Tegen zijn zoon Filips II zei Karel V: "Houd deze jongeman in ere, hij kan je waardevolste raadgever en steun zijn". Toen op 5 februari 1556 te Vaucelles voor vijf jaar een wapenstilstand met Frankrijk werd gesloten betekende dat het einde van Willems bevelhebberschap. Op 7 september dat jaar deed Karel V ook afstand van het keizerschap. Willem van Oranje bracht de oorkonde en Karels regalia over naar Karels broer, de rooms-koning Ferdinand.

## Raadsman van Filips II (1555–1559)
In 1555 werd Filips II heer der Nederlanden. Filips II was een overtuigd aanhanger van de Rooms-Katholieke Kerk en stond in de Nederlanden alleen het rooms-katholicisme toe. Hij gaf Willem van Oranje een plaats van eerste rang in het bestuur van de Nederlanden. De jonge prins werd op 30 november 1555 staatsraad en twee maanden later vliesridder. Als kapitein-generaal van het keizerlijk leger in de Nederlanden leidde hij de bouw van het Fort Charlemont en van de vestingstad Philippeville (een naam die hij zelf koos om zijn vorst te eren). In 1556 liep hij vermoedelijk malaria op. Hij werd verzorgd in Weert en zou zijn leven lang op intense momenten geplaagd worden door koortsaanvallen.

### Ridder van het Gulden Vlies
Op 16 januari 1556 droeg Karel V het koningschap van Spanje definitief aan Filips over, met zijn bezittingen in Zuid-Italië en de koloniën in Amerika en Azië. Filips II trachtte nadrukkelijk Willem van Oranje aan zich te binden. Op 30 januari 1556 werd Willem ridder in de Orde van het Gulden Vlies. De ridders verplichtten zich het 'ware geloof' tot elke prijs te verdedigen. Een juridisch voorrecht was dat leden alleen door de orde zelf voor eventuele misdaden berecht konden worden. 'Geen rechtbank, wereldlijke of kerkelijke overheid had nog vat op de vliesridders; zij regelden, onder leiding van de vorst, onderling hun zaken, En de leden moesten beloven te leven volgens de strikt katholieke rite, met dagelijks misbezoek.'
Op 24 maart 1558 stierf Willems echtgenote Anna, na koorts en een 'zware en wonderlijke zwaarmoedigheid', zoals de vermaarde Leuvense medicus Andreas Vesalius aan hem schreef. Op 7 februari 1556 was hun derde kind geboren, Maria, maar na augustus 1555 was hun eerste dochter met dezelfde naam overleden. Willem moest zijn verblijf in Frankfurt, tijdens de rijksdag, waarbij Ferdinand, de broer van Karel V, tot keizer werd benoemd, voortijdig afbreken.
Op 21 september 1558 overleed Karel V in Yuste, enkele weken later overleed diens zuster Maria van Hongarije, 'kort nadat ze zich had laten overhalen in de Nederlanden nog enige tijd als landvoogdes op te treden.' Op 17 november stierf Maria Tudor, de echtgenote van Filips II.
In 1557 nam Willem zijn broer Lodewijk (1538-1574) onder zijn hoede en in 1558 ging hij deel uitmaken van Willems hof. Hij zou Willem veel vergezellen en zich later ook tot belangrijk diplomaat ontwikkelen, met name in onderhandelingen met Franse hugenoten.

### Vrede van Cateau-Cambrésis

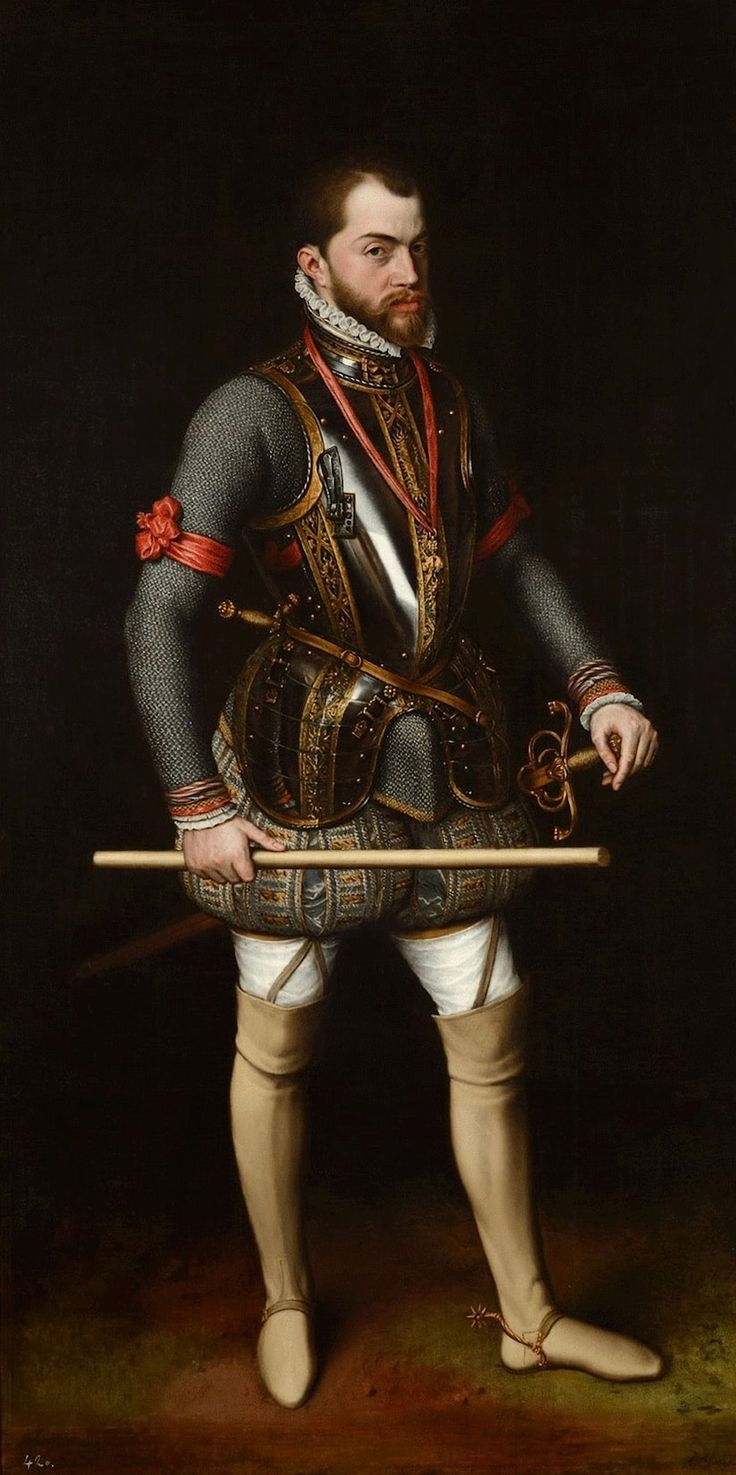
Filips II (1560) door Anthonis Mor

In het kader van de vredesonderhandelingen met Frankrijk, die in april 1559 zouden leiden tot de Vrede van Cateau-Cambrésis, kreeg Willem van Filips belangrijke diplomatieke opdrachten. Daardoor leerde hij de groten van Europa kennen. Hij ontmoette onder anderen koning Hendrik II van Frankrijk en was samen met de hertog van Alva een van de belangrijkste raadsheren van Filips. Willem werd bovendien door Filips benoemd tot stadhouder van Holland, Zeeland en Utrecht. Nadat in Le Cateau-Cambrésis op 2 april 1559 de vrede tussen Frankrijk en Engeland was getekend, kwam op 3 april de vrede tussen Frankrijk en Spanje tot stand, waar twee huwelijken een onderdeel van vormden: Emanuel Filibert huwde Margaretha, de zuster van de Franse koning en Filips II huwde met Elisabeth, de dochter van Hendrik II. Hertogin Christine van Lotharingen was de gastvrouw geweest tijdens de vredesbesprekingen en verschillende edelen zagen haar graag als nieuwe landvoogdes. Willem van Oranje wenste zelfs haar dochter Renata te huwen, maar Filips II gaf aan beide voorstellen niet zijn fiat. Oranje wordt in het Verdrag van Cateau-Cambrésis enkele keren bij naam genoemd; artikelen 5 en 6 van het "Traité des particuliers" gaan zelfs over hem. Op dat moment dreigde het calvinisme vanuit Noord-Frankrijk het zuiden van de Nederlanden te 'infecteren' en in kringen rond Filips II leefde grote angst voor calvinisten: calvinisten toonden volgens Stipriaan veel heilig hervormingsvuur, hadden sterke leiders, waren goed georganiseerd en waren niet afkerig van geweld. In het Verdrag staat echter maar een enkel artikel (Artikel 2) over religie dat oproept tot het houden van 'een heilig universeel concilie'; in tegenstelling tot wat veel latere auteurs beweren staat er niets over het 'uitroeien van de protestantse ketterij' en beweringen dat er een apart geheim verdrag zou zijn geweest waarin dat wel stond, zijn nog nooit onderbouwd met bewijs. Van Stipriaan (2021) beweert dat er tussen Spanje en Frankrijk werd gesproken over het (gezamenlijk) bestrijden van de ketterij, maar Haan (2010) bestrijdt dat op basis van zijn analyse van de vredesonderhandelingen.
In juni 1559, dus na het sluiten van de Vrede van Cateau-Cambrésis, waren Oranje, Alva en Egmond in Frankrijk als 'gijzelaars' tot de overeengekomen vredesafspraken zouden zijn nagekomen. In deze tijd zou Willem van Oranje nog een ontmoeting hebben gehad met de Franse koning tijdens een jachtpartij tussen 15 en 28 juni 1559 in het Bois de Vincennes. In de Apologie van Willem van Oranje uit december 1580, toen hij vogelvrij was verklaard door Filips, kwam Willem op deze ontmoeting terug. De Franse koning zou hem mededelingen hebben gedaan over het gezamenlijke plan van de katholieke vorsten Hendrik en Filips om door middel van inquisitie, vervolging, tirannie en plakkaten deze ketterij in Frankrijk en in de Nederlanden uit te roeien. Willem van Oranje geeft in zijn Apologie aan dat naar aanleiding van dit gesprek zijn weerstand en verzet tegen Filips zouden zijn ontstaan:
In Frankrijk hoorde ik van koning Hendrik welke middelen Alva hanteerde om alle Hervormden in het christenrijk uit te roeien. Toen de koning had uiteengezet wat het hoofddoel van de Spaanse Raad en het voornemen van de Spaanse koning en de hertog van Alva was, heb ik gedaan alsof ik daarmee op de hoogte was. Dat gaf hem aanleiding te vervolgen met een uitvoerig relaas waaruit ik voldoende kon afleiden wat de bedoeling van de inquisiteurs was. Ik wil gaarne toegeven dat ik toen een groot medelijden voelde met zo vele mensen van eer, die aan de dood overgeleverd waren; tevens voelde ik mee met dit land, waarmee ik zozeer verbonden ben en waar men dacht een zekere vorm van inquisitie in te stellen, die wreder zou zijn dan de Spaanse. Deze Spaanse inquisitie was een valstrik om zowel de Heren van het land als het volk daarin te vangen. Degenen, die door de Spanjaarden en hun aanhangers niet op andere wijze onderworpen konden worden, zouden door deze inquisitie zeker gemakkelijk in hun handen zijn gevallen, waaruit het onmogelijk is te ontkomen. Immers, je hoefde maar misprijzend naar een heiligenbeeld te kijken om op de brandstapel terecht te komen. Ik beken verder dat ik mij op dat moment in alle ernst voornam, mijn uiterste best te doen om dit Spaanse gespuis te helpen verjagen, hetgeen ik tot op dit moment niet heb betreurd.:70
Sommige geschiedkundigen betwijfelen de historiciteit van deze ontmoeting sterk. Klink (1997) stelde in Opstand, politiek en religie bij Willem van Oranje dat de argumenten voor ontkenning niet sterk zijn. Bertrand Haan (2010) beargumenteerde daarentegen dat 'de authenticiteit van deze bewering niet kan worden bepaald'; hoewel Alva naderhand zou handelen op een manier die overeenkomstig was met zo'n plan om alle protestanten uit te roeien, leek Hendrik II hier niets mee te doen. Het kan ook slechts een manier van Oranje zijn geweest 'om Alva's reputatie zwart te maken en meer algemeen de onverzoenlijke en tirannieke neigingen de Spaanse regering als geheel  aan de kaak te stellen.' René van Stipriaan (2021) stelde dan weer: 'De laatste tijd is de twijfel aan de historiciteit van dit verhaal sterk afgenomen.' Oranje zou in ieder geval nog wel begin juli 1559 aan het sterfbed van Hendrik hebben gestaan. Tot 1559 zou Willem koning Filips in ieder geval nog loyaal dienen, o.a. namens de Spaanse koning als plaatsvervanger-landsheer, als diens stadhouder, van de gewesten Holland met West-Friesland, Zeeland en Utrecht. De weerslag daarvan is te lezen in het Nederlandse volkslied: Den koning van Hispanje heb ik altijd geëerd.
Toen Filips in het najaar van 1559 naar Spanje vertrok, was geen enkele Nederlandse edelman daar echt rouwig om. Willem en Filips zouden elkaar nooit meer zien.

### Belastingen
In de gewesten heerste grote onvrede over de belastingen. Holland wilde op 9 januari 1559 de honderdste en vijftigste penning niet betalen. Grote en rijke abdijen en kloosters en ook de hoge adel hoefden niet of nauwelijks belasting te betalen. Egmond, Horne en Oranje hadden voor zichzelf belastingvrijdommen geregeld. De negenjarige bede, die Filips II aan de Staten-Generaal vroeg kwam uit op 7,2 miljoen gulden en 2,4 miljoen ineens.

## In de oppositie (1559–1566)

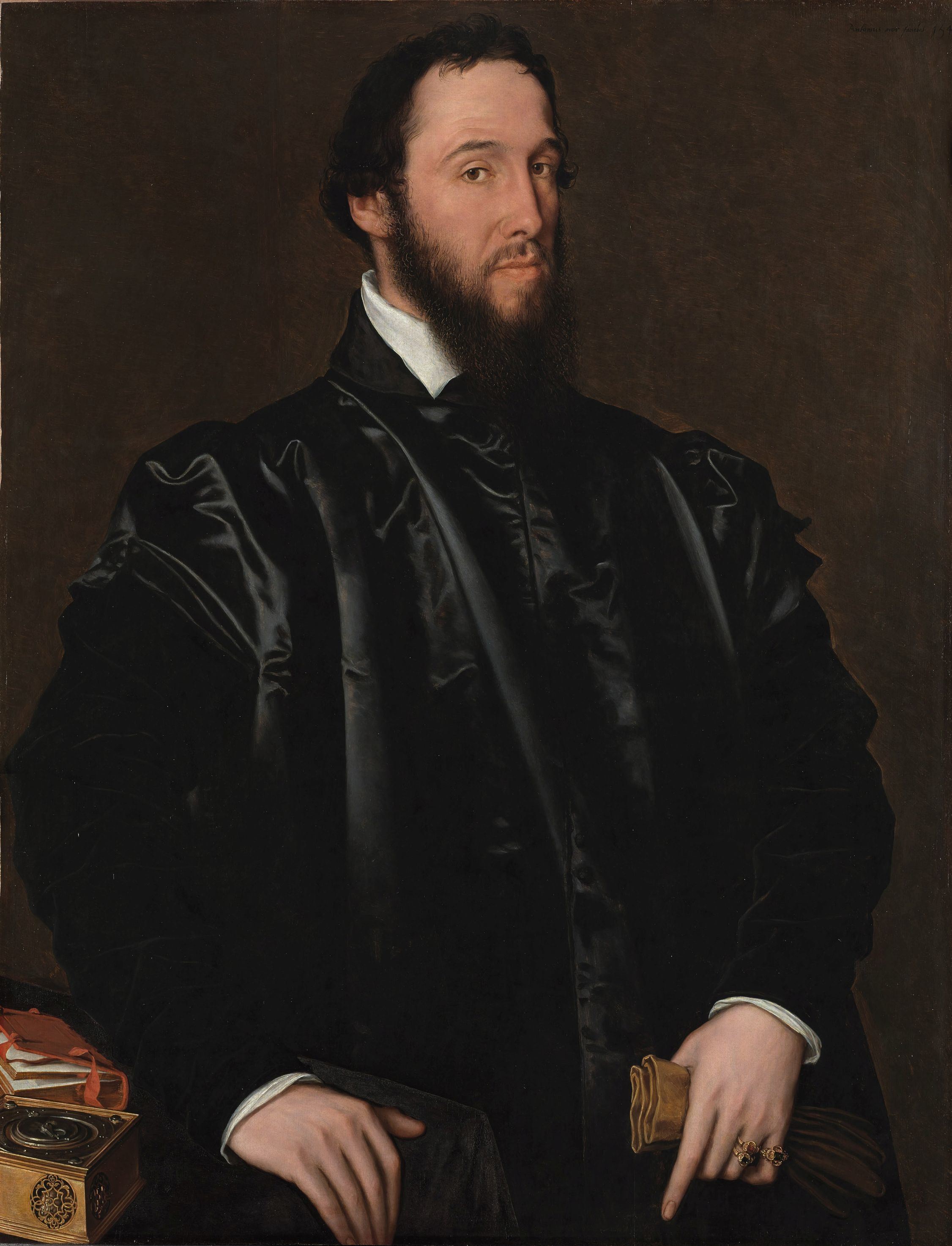
Antoine Perrenot de Granvelle werd in 1561 verheven tot kardinaal en benoemd tot aartsbisschop van Mechelen.

Filips II benoemde in 1559 zijn halfzuster Margaretha van Parma tot landvoogdes voor de Nederlanden. De feitelijke machthebber was echter een vertrouweling van Filips, Antoine Perrenot de Granvelle als adviseur van Margaretha, die in 1561 bovendien kardinaal en aartsbisschop van Mechelen werd.
Er was ook een Geheime Raad waarin vertrouwelingen van Filips waren opgenomen. Filips voerde strenge plakkaten voor de vervolging van de protestanten in. Op het punt van het rijksbestuur streefde hij naar een krachtig centraal gezag, ten koste van lokale privileges, waaronder bijvoorbeeld de eigen belastingpolitiek van de Staten-Generaal. Vooral de invoering van de Tiende Penning riep heel wat spanning en weerstand onder de burgers op. De politiek inzake de religie en het landsbestuur gaf ook spanning met de adel in de Nederlanden. Onder de hoge adel kwamen onder anderen Filips van Montmorency, graaf van Horne, Lamoraal, graaf van Egmont, en Willem van Oranje in verzet. Op 23 juli 1561 stuurden Lamoraal en Willem van Oranje een brief naar Filips II, omdat ze zich als leden van de Raad van State gepasseerd voelden door het voortdurend eigenmachtige optreden van Granvelle en als leden van de Raad hun ontslag indienden. Filips van Montmorency, graaf van Horne, bracht in november een antwoord terug, waarin stond dat Filips II met Margaretha van Parma verbeteringen zou doornemen.
Op 11 maart 1563 stuurden prins Willem, Horne en Egmont een scherpe en waarschuwende brief aan koning Filips II. Het resultaat van dergelijke brieven was echter averechts. Het deed Filips II zich nog meer vastbijten in zijn voorgestane intimidatiepolitiek.
De achterdocht van Filips II tegen prins Willem werd bovendien gevoed door Willems huwelijk, na het overlijden van Anna van Egmont in 1558, met Anna van Saksen, een nichtje van August, de lutherse keurvorst van Saksen, op 25 augustus 1561 in Leipzig. Anna van Saksen was de dochter van de overleden Maurits van Saksen en kleindochter van landgraaf Filips I van Hessen, die overigens tegen het huwelijk was. Uit het oogpunt van familiebelangen was dit huwelijk nauwkeurig overwogen. Door dit huwelijk kreeg prins Willem belangrijke relaties onder de Duitse vorsten.
De Geheime Raad kreeg steeds meer invloed op de feitelijke gang van zaken. De Raad van State werd als regeringscollege amper serieus genomen. De prins protesteerde door van juni 1563 tot augustus 1564 uit de vergaderingen van de Geheime Raad weg te blijven. Het vertrek van Granvelle in maart 1564 bracht tijdelijk opluchting, maar het maakte ook duidelijk dat de echte bron van Oranjes frustratie Filips II was. Najaar van 1564 wendde de Raad van State zich opnieuw tot Filips over de gevolgen van de gevoerde politiek. In de besluitvorming over de brief aan de koning sprak prins Willem op 31 december 1564 een rede uit, de zogenaamde 'Oudejaarsrede'. De rede behoort tot de hoogtepunten in de Nederlandse geschiedenis, maar slechts delen zijn bewaard gebleven. In deze urenlange rede voerde hij openlijk en duidelijk een pleidooi voor gewetensvrijheid van de onderdanen. Lange tijd is hieruit door latere geschiedschrijvers de volgende zin geciteerd: Ik kan niet goedkeuren dat vorsten over het geweten van hun onderdanen willen heersen en hun de vrijheid van geloof en godsdienst ontnemen. Dit is echter onvolledig, want bijvoorbeeld Viglius noteerde dat hij had gezegd: En hoewel hij [Willem van Oranje] zelf besloot te hechten aan de katholieke godsdienst, kon het hem echter niet behagen, dat vorsten willen heersen over het geweten van mensen en hun de vrijheid van geloof en godsdienst ontnemen. Dat Willem hier zou hebben gezegd dat hij hechtte aan het katholieke geloof, zou ongemakkelijk kunnen zijn voor Nederlandse (protestantse) geschiedschrijvers, en het eerste zinsdeel wordt dan ook nog steeds vaak weggelaten; feit blijft dat Willem van Oranje pas eind 1573 weer protestants werd.
Op 18 januari 1565 bracht Egmont de wens van de Raad van State over aan Filips II. In de beruchte Brieven uit het bos van Segovia wees Filips het verzoek van de Raad van State radicaal af. De plakkaten werden zelfs verscherpt, mede naar aanleiding van de besluiten van het Concilie van Trente dat de protestanten vervloekte in 126 'anathema's'. Jezuïeten, onder leiding van hun tweede generaal-overste Diego Laínez, hadden veel invloed op de uitkomst van het concilie.
Bovendien moesten de belastingmaatregelen zo nodig met geweld worden ingevoerd. De centralisatie van de besluitvorming werd doorgedrukt. Het conflict tussen Filips en prins Willem was een feit. De aanloop naar de Opstand was begonnen. Op 25 december 1565 werd het Verbond der Edelen opgericht. Willem wachtte de komst van Alva echter niet af. Hij vluchtte in april 1567 met zijn gezin naar Duitsland, waarna markies Maximiliaan van Hénin-Liétard op 17 juni 1567 benoemd werd tot stadhouder van Holland, Zeeland en Utrecht en deze Willems functie als stadhouder dus overnam. Alleen Willems 12-jarige zoon Filips Willem bleef achter in Leuven, waar hij studeerde. Hij werd in 1568 afgevoerd naar Spanje, om een goede katholieke opvoeding te krijgen. Willem zou hem nooit meer terugzien. Margaretha trad af als landvoogdes uit protest tegen Alva, die haar betrekkelijk verzoeningsgezinde beleid doorkruiste. Alva werd vervolgens benoemd als haar opvolger.

## Strijd vanuit Duitsland (1567–1572)

### Antwerpen
Op 13 maart 1567 vond bij Antwerpen de Slag bij Oosterweel plaats. Filips van Lannoy, heer van Beauvoir en kapitein van de lijfwacht van Margaretha van Parma, versloeg in deze slag een leger van de geuzen onder leiding van Jan van Marnix, heer van Toulouse. De overlevende gevangengenomen geuzen werden niet als krijgsgevangenen maar als ketterse rebellen beschouwd en als zodanig behandeld. Ze werden ter dood gebracht op het rad of aan de galg. Willem van Oranje, die onder meer burggraaf was van Antwerpen, weigerde zelf en verbood ook de Antwerpenaren om vanuit de stad de geuzen te hulp te komen.

### Dillenburg
Hij vertrok een maand later, op 15 april 1567, naar Dillenburg en hoewel hij van daaruit Alva zijn diensten aanbood, viel op 16 december in de Raad van Beroerten het besluit om ook Willem te vervolgen. De dagvaarding werd in januari 1568 openbaar gemaakt. Al de bezittingen van de Prins van Oranje in de Nederlanden werden verbeurd verklaard. Hij begon daarop vanuit Dillenburg in Duitsland met het werven van troepen en nam de wapens op tegen de hertog van Alva. Willem van Oranje rechtvaardigde zijn verzet tegen de koning en weersprak de beschuldiging en veroordeling door de Raad van Beroerten in de volgende documenten:
1. La justification du prince d'Oranges (de Verantwoordinge). Op het titelblad van dit document staat een Bijbeltekst uit Psalm 37, De goddeloze beloert de rechtvaardige, en zoekt hem te doden. Maar de Heere laat hem niet in diens handen vallen en houdt hem niet voor onrechtvaardig, ook al wordt hij geoordeeld (Psalm 37:32-33). Een Bijbeltekst die in verdedigingsgeschriften vaak voorkomt.
2. Summarische Anzeige.
3. Printzische Entschuldigung. Recent onderzoek van Klink heeft aan het licht gebracht dat in de Printzische Entschuldigung verzetsmotieven van Luther en Calvijn terugkomen.

### Eerste invasie

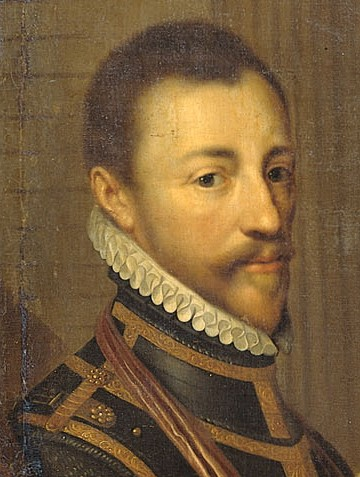
Lodewijk van Nassau-Siegen

Hierna lanceerde Oranje zijn eerste invasie in de Nederlanden. Zijn zwager Willem IV van den Bergh werd als eerste verslagen in de Slag bij Dalheim (25 april 1568). Op 25 mei 1568 leverde een legertje van Oranje, onder leiding van zijn broer Lodewijk, slag tegen de koningsgezinden onder leiding van de stadhouder van Groningen, Jan van Ligne, graaf van Arenberg in de Slag bij Heiligerlee. Het was een overwinning voor de opstandelingen, maar hier sneuvelde wel Willems broer Adolf. Alva wist het effect te neutraliseren door de onthoofding van Egmont en Horne op 6 juni 1568 op de markt in Brussel . Daarna ging het slecht met de krijgsverrichtingen van Oranje. Hij verloor in 1568 de Slag bij Jemmingen in het toen reeds volledig calvinistische Oost-Friesland. Ook in Brabant verloor hij de Slag bij Geldenaken tegen Alva op 22/23 oktober 1568. Alles bij elkaar leverde het jaar 1568 militair-strategisch winst op voor de Spanjaarden, en de financiële middelen van de prins waren eigenlijk uitgeput.

### Watergeuzen en calvinisten in Emden
Wel trachtte Willem in de volgende jaren, 1569-1571, slag te leveren, maar blijvende winst of opstand onder de bevolking leverde dit alles niet op. De door de prins verwachte steun vanuit Duitsland was ook zeer gering. Zijn hoop op steun van de hugenoten, die te lijden hadden onder de Spaanse interventie in de Hugenotenoorlogen in Frankrijk, bleek ijdel te zijn. Van een opstand onder de gewone bevolking in de Nederlanden was ook geen sprake. Wel ontving de prins enige steun van her en der verspreide en vervolgde calvinisten, hoewel hijzelf nog geen calvinist was. Dezen woonden in Emden (Oost-Friesland), Londen, Frankfurt, Straatsburg etc., waar vluchtelingengemeenten waren. Militaire steun kreeg de prins van de watergeuzen, wier bezittingen ook geconfisqueerd waren. Aan hen reikte hij kaperbrieven uit om Spaanse schepen te plunderen.
Het lukte Oranje niet calvinisten direct te verenigen met de lutheranen onder de 'Augsburgse Confessie' van laatstgenoemden. Een dergelijk verbond had verschillende Duitse vorsten overstag doen gaan om bijstand te verlenen aan de strijd in de Nederlanden. De calvinisten waren al verdeeld in noordelijke 'rekkelijken' en zuidelijke 'preciezen', zoals ze decennia later zouden worden aangeduid. 'Bij de precieze Nederlandse calvinisten was er veel minder begrip of ontzag voor andersdenkenden.' In de stad Emden waar veel ballingen zich verzamelden, verbleven ook 'spiritualisten' of 'libertijnen', waaronder Hendrik Niclaes en zijn sekte 'Huis der Liefde', waar over 'gewetensvrijheid' werd gedebatteerd en de vrijheid in politieke zin om met andersdenkenden naar oplossingen te mogen zoeken. Humanisten, kunstenaars (Pieter Brueghel) en schrijvers als Dirck Volckertsz. Coornhert (die een agent van Oranje werd), zijn met deze beweging en Oranje en diens kringen in verband gebracht.

### Internationaal overleg
Onderhandelingen in Frankrijk in de zomer van 1571, met onder meer Francis Walsingham, de ambassadeur voor de Engelse koningin Elizabeth I, over een herverdeling van de Nederlanden na een gezamenlijke strijd, leverden niets op: Frankrijk zou Artesië en Vlaanderen krijgen, de Duitse vorst Oranje zou Brabant, Luxemburg en Gelderland toekomen en Holland en Zeeland aan Engeland toevallen. Er was geldgebrek. Het hele project zakte ten slotte roemloos in elkaar toen ook Alva ervan kennis nam. De enige hoop was nog dat Frankrijk de opstand zou steunen.

### Agenten van Oranje
Niet het geloof, maar de economie bracht de Nederlandse bevolking uiteindelijk eind 1571, begin 1572 in beweging. Op een gegeven moment sloten veel kooplieden zelfs liever hun winkels en kantoren, dan tien procent belasting (tiende penning) te betalen: stakingsacties. Zonder een definitief akkoord met de Staten-Generaal, ging Alva op 31 juli 1571 over tot invoering van de tiende en twintigste penning (vijf procent belasting). Oranje wist toen uit calvinistische, lutherse en katholieke edelen, lokale en gewestelijke bestuurders en middenstanders agenten te rekruteren, die opereerden tussen Dillenburg en de plaatsen waar veel ballingen zaten (zoals Emden). Edelen waren gemotiveerd, omdat ze sinds het ondertekenen in 1566 van het 'Compromis' en de komst van Alva als vogelvrij golden; bestuurders konden een hele reeks maatregelen (verscherpte geloofsvervolging, fiscale maatregelen, inkwartiering van veeleisende soldaten enz.) niet meer bij de bevolking rechtvaardigen; burgers leden onder geloofsvervolging en belastingmaatregelen. Er werd gevreesd voor vergaande knechting en verarming van de Nederlanden.

### Vader des vaderlands
Oranje kreeg een Latijnse tekst met advies in handen van de in Duisburg werkzame Nederlandse schoolmeester Hendrik Geldorpius, met de datering 17 april 1571, waarin hij voor het eerst met het klassieke epitheton pater patriae (vader des vaderlands) werd aangeduid. De tekst werd in 1574 gedrukt onder de titel Belgicae liberandae ab Hispanis Hypodeixis.

### Wilhelmus
Eind 1571, begin 1572 werd het Wilhelmus geschreven, dat spoedig het lijflied van grote groepen opstandige Nederlanders zou worden. De tekstschrijver is niet bekend, maar volgens Willems biograaf Van Stipriaan weerspiegelt het lied de delicate positie van Willem van Oranje. Katholieken worden er bijvoorbeeld niet in beschimpt. Volgens Van Stipriaan moet het daarom zijn geschreven met medeweten en goedvinden van Willem van Oranje zelf.

## Strijd in Holland en Zeeland (1572–1576)
De druk op de bevolking nam toe. Alva voerde de Tiende Penning in, een vorm van belasting die enorm veel verzet opriep. De Nederlanden werden in 1571 door de pest geteisterd. Duizenden calvinisten vluchtten het land uit. In 1572 werden Naarden en Mechelen uitgemoord door Alva's troepen, bij wijze van intimidatie, die echter averechts werkte. Zelfs in het katholieke zuiden, in Brussel, ontstond een winkelstaking tegen de belastingvoorstellen van Alva.

### Den Briel
Te midden van toenemende spanningen veroverden de watergeuzen op 1 april 1572 Den Briel (inname van Den Briel). Weliswaar gingen deze watergeuzen wel vaker aan land om te roven en te plunderen, maar omdat ze niet meer in Engeland mochten verblijven besloten ze op 1 april 1572 in Den Briel te blijven en hesen er de geuzenvlag. De invloed op latere ontwikkelingen waarbij, ondanks Willems voorafgaand verbod hiertegen, ook negentien monniken werden vermoord, kan moeilijk worden overschat. Bloedbaden door de calvinistische factie en watergeuzen, zoals de moord op de katholieke Martelaren van Gorcum, werden niet meer bestraft.

### Andere steden volgen
De inname van Den Briel bleek uiteindelijk een signaal voor een algemene volksopstand waar Oranje en zijn broers al vijf jaar op uit waren. Onmiddellijk riep de prins de bevolking der Nederlanden in een schrijven van 14 april 1572 op tot verzet tegen Alva, de landvoogd van de Nederlanden. Op 6 april 1572 verklaarde Vlissingen zich voor de prins. Op 1 mei volgde Terneuzen, op 3 mei Veere, en 21 mei Enkhuizen, strategisch gelegen aan de Zuiderzee. Binnen twee maanden schaarden 26 steden in Holland en Zeeland zich achter de prins. Deze steden hadden binnen hun muren grote, invloedrijke, calvinistische - en tevens kleinere lutherse - gemeenschappen. In het najaar van 1572 waren in graafschap Holland en graafschap Zeeland alleen de steden Amsterdam, Middelburg en Goes nog in Spaanse handen - in deze steden was de burgerij goeddeels rooms-katholiek gebleven. Andere steden kozen tegen Alva, voor de prins. Het jaar 1572 vormde zo een belangrijk keerpunt in de geschiedenis van de Opstand.

### Gruwelijkheden
De gruwelijke moorden door de opstandelingen en geuzen op katholieke geestelijken in Den Briel op 9 juli 1572, in Roermond op 23 juli en in andere gebieden van de Nederlanden, werden door Willem niet publiekelijk veroordeeld, ondanks zijn vroegere pleidooien voor godsdienstvrijheid. In heel Europa werd met afschuw gereageerd op het nieuws van de wreedheid die Willem van Oranjes troepen aan de dag legden bij de inname van Roermond op 23 juli 1572. Nadat zij met geweld was ingenomen, werd de stad niet alleen geplunderd, maar ook werden vele van haar katholieke geestelijken, onder wie twaalf monniken van de Kartuizerorde, gruwelijk vermoord (de martelaren van Roermond). De prins was hiervan op de hoogte, maar greep niet in en veroordeelde de calvinistische daders ook later niet.

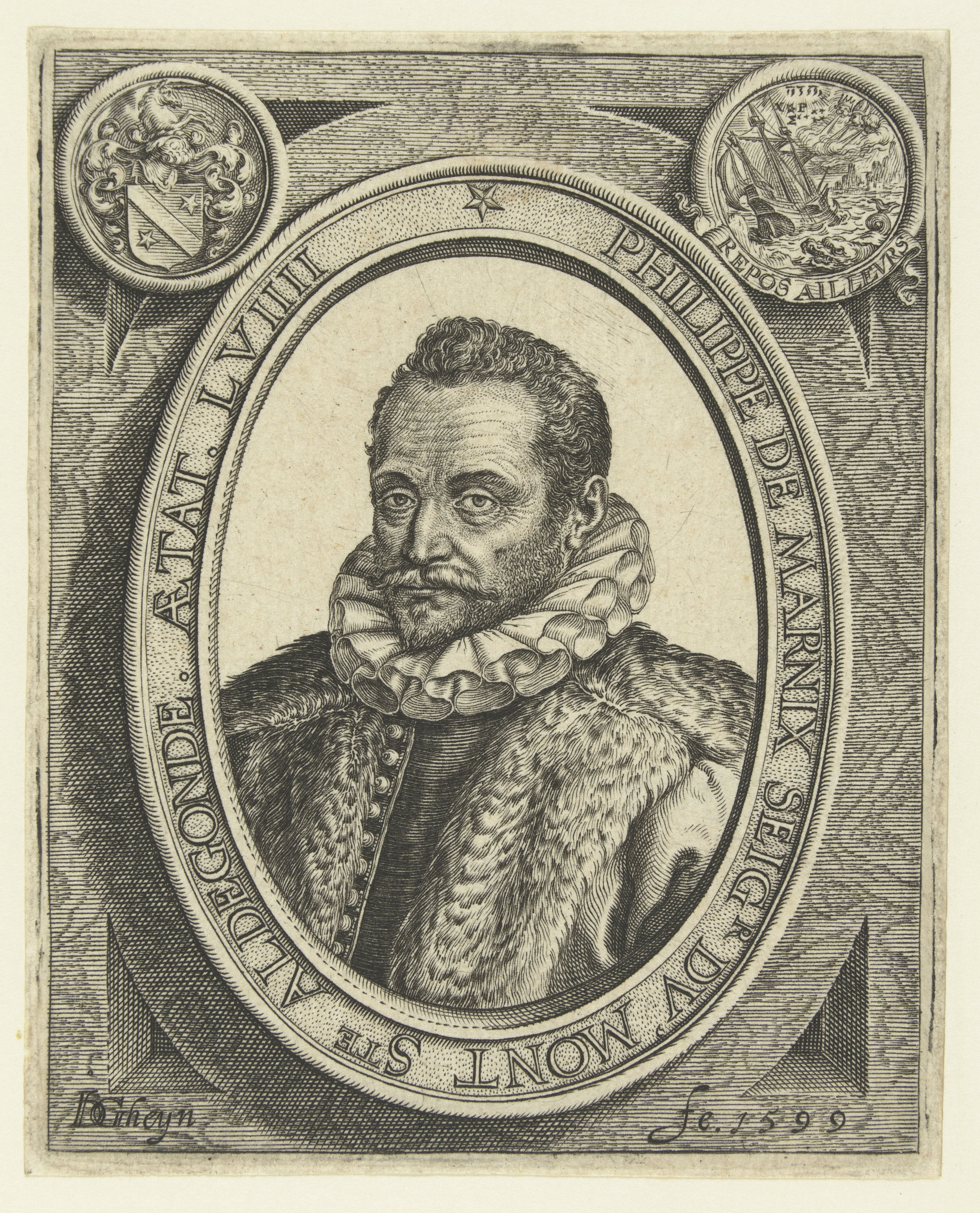
Marnix van Sint Aldegonde

Bij de Eerste Vrije Statenvergadering van de Staten van Holland van 15 tot 29 juli in Dordrecht liet de prins zich vertegenwoordigen door Filips van Marnix van Sint-Aldegonde als zijn gezant. Hij gaf Marnix een duidelijke instructie, met dagtekening van 13 juli 1572, mee. Daarin vroeg de prins van Oranje, in ruil voor bescherming van de steden, dat zij zich zouden verbinden voor drie maanden soldij, te beginnen met 100.000 kronen voor de eerste maand.

### Bartholomeüsnacht

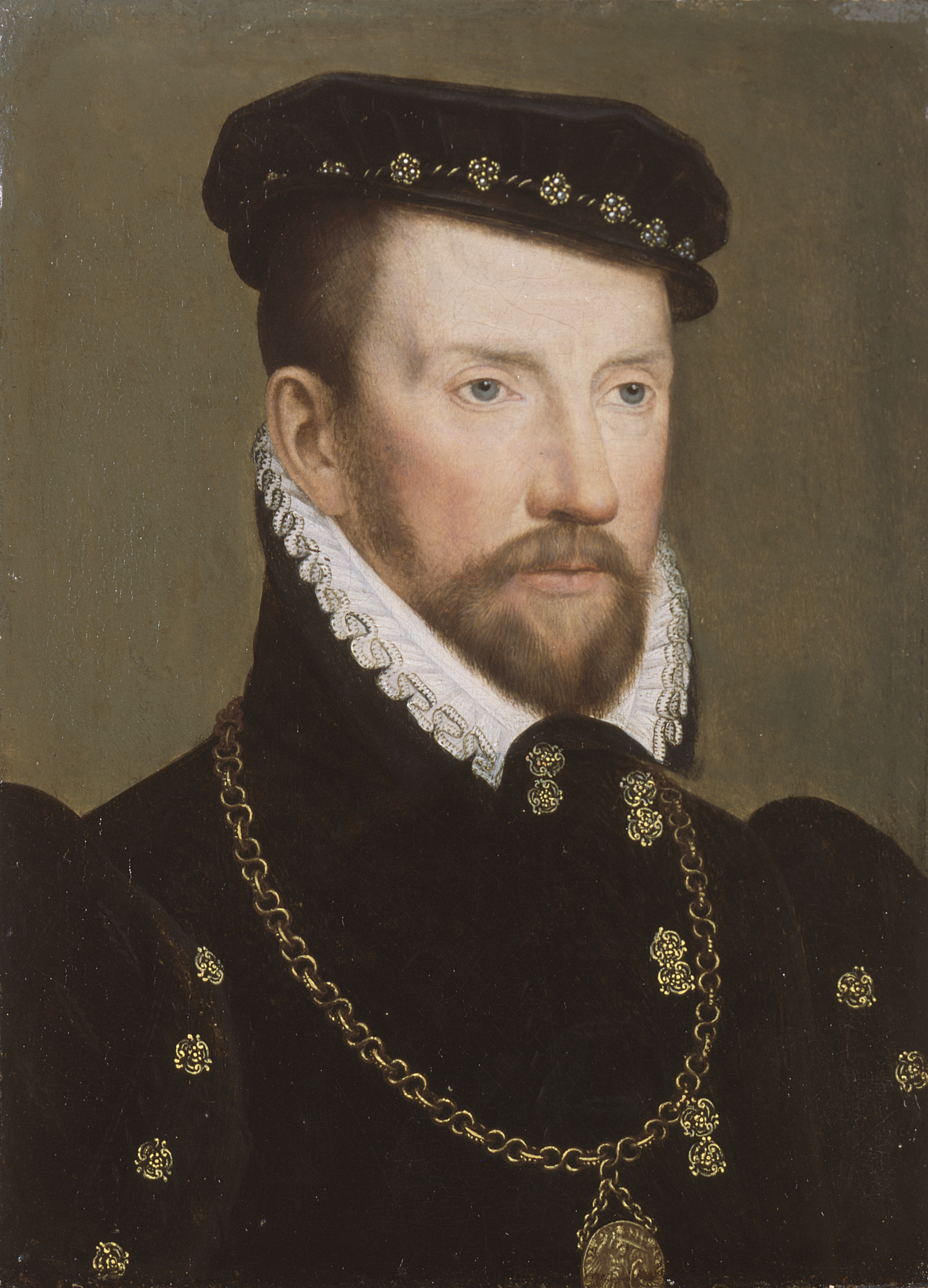
Admiraal Gaspard de Coligny (1519-1572), de leider van de hugenoten, die Oranje te hulp wilde komen met een hugenotenleger, schilderij van François Clouet.

Gaspard de Coligny wist de Franse koning Karel IX ertoe te bewegen Oranje een subsidie toe te kennen en ermee in te stemmen dat na het huwelijk tussen zijn zuster Margaretha en de protestantse leider Hendrik van Navarra Coligny de Nederlanden kon binnenvallen ter ondersteuning van Oranje en de bannelingen. Alle plannen van Oranje waren toen afhankelijk van de bruiloftsdatum (18 augustus 1572). Na de Bartholomeusnacht, een massale moordpartij op de Franse protestanten in augustus 1572, leek de steun van de Franse hugenoten uitgesloten gezien de enorme verzwakking van de Franse protestantse adel door het bloedbad. Karel IX deed niets om de moordpartij te voorkomen en kan haar zelfs hebben aangemoedigd. Deze massamoord was voor Oranje een grote tegenslag, aangezien zijn enige hoop op Frankrijk was gevestigd.
Oranje ontving nog op 11 augustus 1572 een brief van de Franse admiraal Coligny, dat er versterkingen voor hem werden georganiseerd. Coligny was voornemens de troepen persoonlijk aan te voeren. De conservatief-katholieke factie van het Conseil van de Franse koning Karel IX, zoon van Catharina de' Medici, 'was sterk gekant tegen een oorlog met Spanje en zag ook niets in het plan om de protestanten in het noorden te hulp te komen'. Coligny en Catharina de' Medici stonden 'verbitterd en verwijtend tegenover elkaar'. Het huwelijk tussen Hendrik van Navarra, de zoon van Jeanne d'Albret, de koningin van Navarra ('die sinds de dood van Condé kon gelden als de aanvoerder van de hugenotenbeweging'), en Margaretha van Valois, de zuster van de Franse koning, was tot stand gekomen met de hulp van Lodewijk van Nassau. Lodewijk was in Frankrijk om voor Oranje steun te verwerven voor de opstand in de Nederlanden. Op Sint-Bartholomeüs (nacht van 23 op 24 augustus 1572) werd Coligny vermoord 'en met hem nog zo'n drieduizend feestvierders die ervan verdacht werden tot de harde kern van de hugenoten te behoren of ermee te sympathiseren.(..) De jacht op protestanten leidde elders in Frankrijk tot nog eens zevenduizend slachtoffers. In één keer viel alle Franse steun voor de Nederlandse opstandelingen weg.'

### Holland
Ook door financiële tekorten verliep de strijd in Brabant desastreus. Alva wist in het najaar zonder slag of stoot de stad Mechelen te heroveren. De prins begaf zich daarop naar Holland om op 20 oktober 1572 in Enkhuizen voet aan wal te zetten. In Ransdorp werden in de daaropvolgende novembermaand door Willems bondgenoot en fanatieke geuzenleider Diederik Sonoy talrijke franciscanen vermoord. In december 1572 begon het beleg van Alva rond Haarlem.

### Musius
In november 1572 dineerden Willem, Lumey en Willems persoonlijke vriend, de 72-jarige renaissancegeleerde en priester Cornelis Musius, prior van het  Sint-Agathaklooster in Delft, waar de prins vaak verbleef. Oranje liet hem [Musius] zelfs aan het hoofd van de tafel zitten. Waarop Lumey eiste dat Oranje de  'paap' aan de lange zijde liet plaatsnemen, of dat hij anders de man het hoofd zou afhakken. Toen de intimidaties van Lumey daarna bleven aanhouden, vluchtte Musius op 9 december naar Den Haag. Oranje stond erop dat hij meteen weer naar Delft zou komen. De volgende dag liep Musius bij zijn terugkeer naar Delft recht in de armen van Lumey en zijn geuzentroepen, die juist op weg waren gegaan om via Leiden naar Haarlem op te trekken. Ze dwongen Musius mee te gaan naar Leiden. Daar werd hij meteen na aankomst gruwelijk gemarteld. Lumey wilde van hem horen waar de kostbaarheden van het Sint-Agathaklooster waren gebleven. De prins van Oranje kon niet verhinderen, dat Musius een gruwelijke dood aan de strop stierf. De berichten over deze gruwelijke moordlust moeten Oranje wanhopig gestemd hebben. Het was de zoveelste wandaad die Lumey en zijn mannen in deze weken begingen. Nadat hij Lumey en zijn rechterhand Barthold Entens op 5 januari 1573 weer in Delft ontving, werden ze opgesloten. Op 9 januari benoemde Oranje Willem van Bronckhorst van Batenburg als legeraanvoerder in Lumeys plaats. Van een latere veroordeling van het  schijnproces tegen Musius door Willem is ook geen sprake, hetgeen talrijke katholieke edelen en burgers argwanend maakte tegenover de Opstand.

### Alva verlaat de Nederlanden

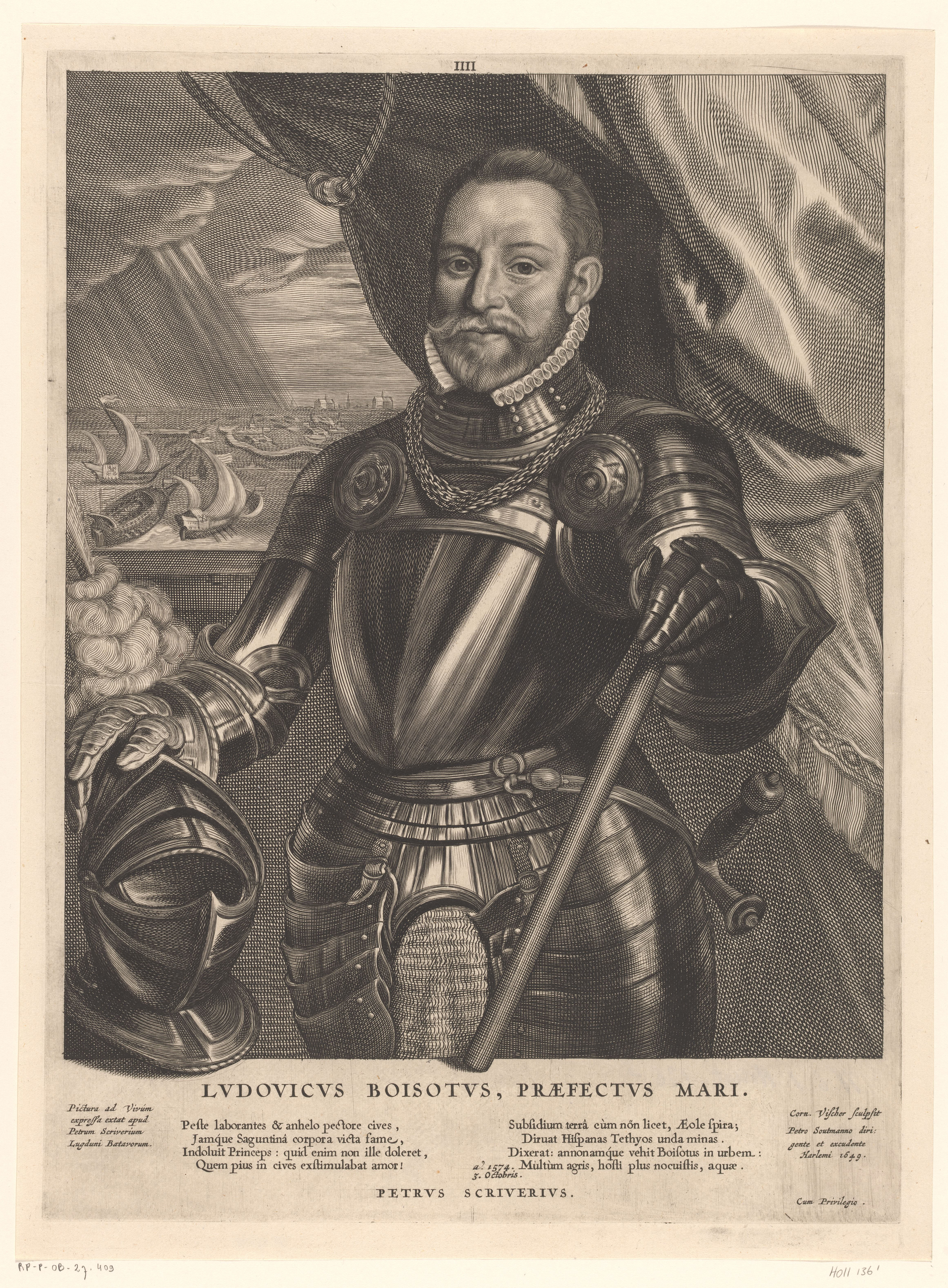
Louis de Boisot door Cornelis Visscher

In de jaren 1572-1576 wist de prins wel vele Hollandse en Zeeuwse steden te bewegen tot een opstand tegen Alva. In december 1573 hield de prins een toespraak tot de kapiteins van de Zeeuwse vloot. Zo diep was de indruk die zijn woorden maakten, dat de officieren als één man uitriepen te zullen vechten tot de laatste druppel bloed, al zouden ze een jaar geen geld ontvangen en ook alles verliezen wat zij bezaten. Bij de protestanten kon de prins geen kwaad doen; de katholieken echter bleven terughoudend, mede door de bloedbaden tegen katholieke geestelijken door de opstandelingen. De tot dan toe formeel nog katholieke prins van Oranje ging eind 1573 weer over naar het protestantisme - nu in zijn calvinistische vorm, waar hij tot zijn elfde levensjaar luthers was opgevoed. Hij bezocht in deze periode verschillende steden in Holland en Zeeland. De situatie bleef wankel. Haarlem gaf zich in juli 1573, na een beleg van 9 maanden, over aan de Spanjaarden. Alkmaar wist echter een Spaans beleg te doorstaan, tot het op 8 oktober 1573 door de watergeuzen werd ontzet. Alva moest zich bij Alkmaar terugtrekken en zijn vloot ging op 11 oktober 1573 ten onder op de Zuiderzee. Louis de Boisot nam daarbij de admiraal van de Spaanse vloot, de graaf van Bossu, tevens stadhouder van regeringswege van Holland, Zeeland en Utrecht, krijgsgevangen. Op 18 december 1573 verliet Alva de Nederlanden 'met de beschadigde reputatie van een groot veldheer die een zootje ongeregeld er in zes jaar tijd niet onder had gekregen. Zijn militaire inspanningen hadden zo'n twaalf miljoen dukaten gekost en de situatie alleen maar onbeheersbaarder gemaakt.' Zijn missie was mislukt. Volgens Voltaire heeft de Spaanse hertog in zijn campagne ruim 15.000 Nederlanders ter dood laten brengen. Zijn opvolger was Requesens.

### Leidens ontzet
Eind oktober 1573 werd de Hollandse stad Leiden ingesloten door een Spaans leger. Begin 1574 droeg Willem van Oranje zijn jongere broers Lodewijk en Hendrik op om als afleidingsmanoeuvre de stad Maastricht aan te vallen, in de hoop dat het Spaanse leger de insluiting van Leiden dan zou opheffen. De Spanjaarden trokken inderdaad weg, hoewel de aanval op Maastricht niet doorging omdat te stad te sterk verdedigd was. Nog voordat het Spaanse leger arriveerde, versloeg een ander dat van Lodewijk en Hendrik bij de Slag op de Mookerheide, waarbij beide broers om het leven kwamen. Leiden werd vervolgens opnieuw door de Spanjaarden ingesloten en Willem van Oranje wilde de stad deze keer ontzetten door de omgeving onder water te zetten en met een bewapende geuzenvloot over het ondergelopen land naar Leiden te varen. De prins was hiervoor echter afhankelijk van de Staten van Holland, die voor dit plan toestemming moesten geven. Uiteindelijk was het niet Willem van Oranje, maar vooral Paulus Buys die de Staten van Holland wist te overtuigen het plan uit te voeren en op 3 oktober 1574 werd door admiraal Boisot Leiden ontzet.
Oranje legde in oktober 1574 in de Staten van Holland belangrijke verklaringen af over de voortgang en het doel van de Opstand. Via zijn netwerk zocht hij in Engeland, Frankrijk en onder de Duitse vorsten steun.

### Afscheid van Anna van Saksen
Willem had zijn echtgenote Anna van Saksen inmiddels verstoten, nadat aan het licht was gekomen dat zij overspel had gepleegd met Jan Rubens, de latere vader van de schilder Peter Paul Rubens. Willem nam in 1571 afscheid van haar. Op 22 augustus 1571 beviel zij van een dochter, Christina van Dietz, die vanwege de lange afwezigheid van Willem van Oranje niet van hem kon zijn. Zij was al eerder moeder geworden van vijf andere kinderen, onder wie van de latere stadhouder en prins van Oranje Maurits. Anna claimde dat die wel van haar echtgenoot afkomstig waren. De reden waarom Willem van Oranje zijn tweede echtgenote had verstoten, bleef voor het Nederlandse volk lang verborgen. Pas in de negentiende eeuw werd hierover voor het eerst gepubliceerd. Anna werd onder curatele van haar eigen familie geplaatst, kreeg streng huisarrest in kasteel Beilstein in het Westerwald en stierf op 18 december 1577. Jan Rubens werd gevangengezet op de Dillenburg en kwam in 1573 vrij na de betaling van een borgsom van 6000 taler en werd verbannen naar Siegen.

### Charlotte van Bourbon

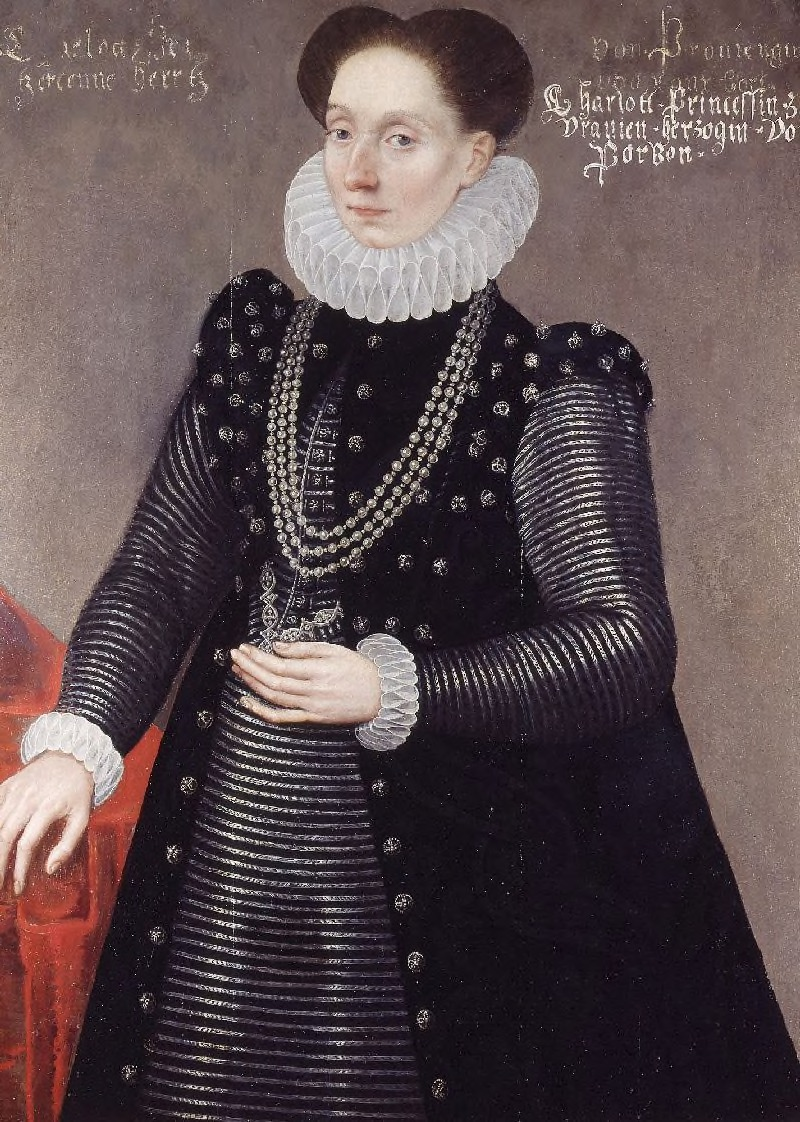
Portret van Charlotte van Bourbon door Daniel van den Queborn.

In 1574 werd Marnix voor een paar geheime missies naar het Heilige Roomse Rijk gezonden. Een van deze missies was het arrangeren van een nieuw huwelijk voor Willem van Oranje. Deze had zijn oog laten vallen op Charlotte van Bourbon, de dochter van Lodewijk III van Bourbon-Vendôme. Door haar nauwe verwantschap met het Franse koningshuis was ze voor de Prins van Oranje een interessante partij om de banden met het land aan te halen.
Charlotte was nadat ze uit het klooster was getreden gevlucht naar Heidelberg waar ze de bescherming genoot van de keurvorst en diens vrouw Amalia van Nieuwenaar. Zij stond niet onwelwillend tegenover een huwelijk met Willem. Amalia van Nieuwenaar speelde wellicht een belangrijke rol in de totstandkoming van het huwelijk, omdat ze Anna van Saksen kende. Met deze kennis kon ze bij Charlotte hebben aangetoond dat Anna geen volwaardige partner meer kon zijn voor Willem, vanwege dier geestestoestand.
Volgens Guillaume Feugueray, een Franse hugenootse theoloog aan de universiteit van Leiden, was het overspel van Anna van Saksen voldoende grond om Oranjes bestaande huwelijk als ontbonden te beschouwen. Ook volgens een vijftal gezaghebbende predikanten was dit huwelijk opgehouden te bestaan en was Oranje vrij een nieuw huwelijk aan te gaan. Het tweetal huwde op 12 juni 1575 in Den Briel.
Het huwelijk van Willem met Charlotte was gebaseerd op liefde, Charlotte hield van Willem en zorgde goed voor hem.

## Het onbereikbare ideaal (1576–1579)

### Pacificatie van Gent

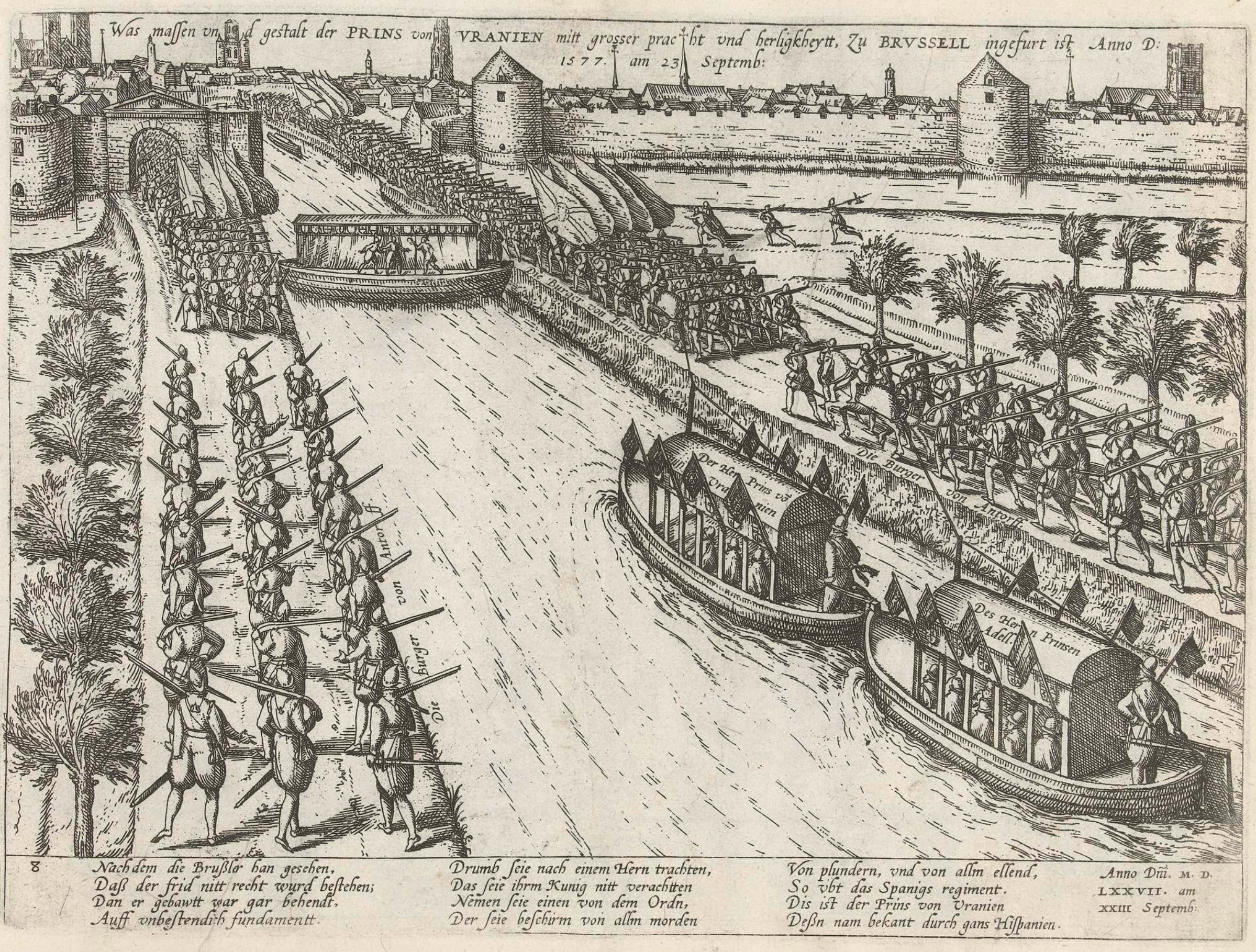
De feestelijke intocht van Willem van Oranje te Brussel op 22 september 1577. Prent uit 'de Nassausche Oorloghen' van Frans Hogenberg.

In maart 1576 overleed landvoogd Requesens plotseling, terwijl Spanje in ernstige financiële moeilijkheden verkeerde. De onrust nam in de loop van 1576 in alle zeventien gewesten toe doordat de Spaanse soldaten, die geen soldij kregen, aan het muiten sloegen. De prins speelde hierop in en wist in deze periode in alle gewesten een goede positie te verwerven. Begin 1576 riep bijvoorbeeld Gent de hulp van de prins in tegen de Spanjaarden. De muiterij bereikte een dieptepunt met de Spaanse Furie, toen Antwerpen op 4 november zwaar te lijden had van plundering en brandschatting. De afkeer van Spanje was toen algemeen, zowel onder protestanten als katholieken. Op 8 november 1576 kon Oranje daardoor zijn grootste politieke succes boeken met de Pacificatie van Gent. Deze legde de bestaande toestand in alle 17 gewesten van de Lage Landen op het terrein van de religie vast en verenigde die tegen het Spaanse gezag. Op 22 september 1577 werd Oranje feestelijk onthaald in Brussel. Op 18 september 1577 was Oranje in Antwerpen, de grootste stad van de Lage Landen. De macht en invloed van Oranje bereikten een hoogtepunt.

### Landvoogd Don Juan

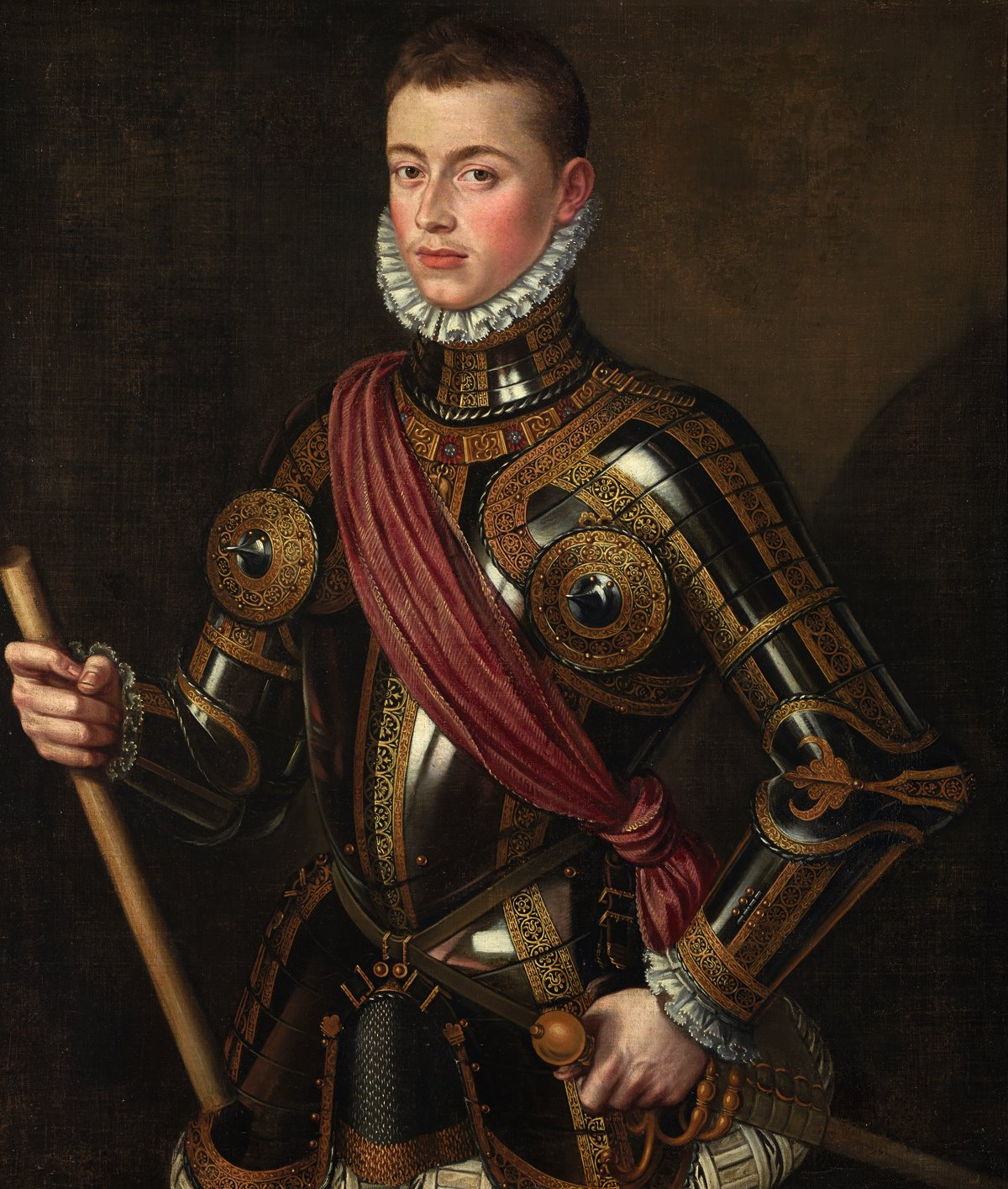
Don Juan in 1567, door Alonso Sánchez Coello

De nieuwe landvoogd Juan van Oostenrijk moest met lede ogen de intocht van Oranje in Brussel aanzien. "Als was hij de Messias in eigen persoon", zei Don Juan. Voor Don Juan was het tot rust brengen van de Nederlanden slechts een klus tussendoor op weg naar Engeland. 'Daar ging hij, op aandringen van de paus en met goedkeuring van Filips II, door middel van een invasie een katholieke omwenteling op touw zetten, die Elizabeth moest verdrijven en Maria Stuart op de troon brengen.' Maar de klus in de Nederlanden duurde langer dan gepland en mislukte finaal.
Verzoening met koning Filips en vrijheid van godsdienst voor de calvinisten waren niet te combineren. De Pacificatie van Gent liep op een mislukking uit. De calvinisten, die heer en meester waren over Holland en Zeeland, wilden geen vrijheid voor de katholieken die nog een belangrijk deel van de bevolking en zelfs van de lagere adel vormden. De katholieken wilden in de gebieden waar zij de overhand hadden, geen vrijheid voor de calvinisten ― die overigens in de Noordelijke Nederlanden buiten de gewesten Holland en Zeeland zeer zwak tot geheel niet vertegenwoordigd waren (in Friesland bestonden wel mennonitische gemeenten).

### Unie van Brussel
In april 1577 kwam de eerste Unie van Brussel met de Spaanse landvoogd Don Juan tot stand, gesloten door de Staten-Generaal van de Nederlanden. De eerste Unie van Brussel verplichtte de gewesten het katholiek geloof te behouden of vrij toe te staan (dat laatste voor wat Holland en Zeeland betrof).
De eenzijdig door de Staten-Generaal afgekondigde Tweede of Nadere Unie van Brussel van december 1577 was toleranter richting de gereformeerde godsdienst die ook toegestaan moest worden buiten Holland en Zeeland. De tweede of Nadere Unie van Brussel van de Staten-Generaal die tegemoet wilden komen aan de opstand en ook de calvinisten verregaande godsdienstvrijheid toestond, werd op 1 februari 1578 door koning Filips II de facto beëindigd, door afzetting van de leden van de Staten-Generaal. Willem van Oranje stond vrijwel buitenspel tijdens de Unie van Brussel, ondanks zijn hoge overheid over de gewesten Holland en Zeeland.

### Landvoogd Matthias
Op 13 oktober 1577 werd Oranje benoemd tot ruwaard van Brabant. De Staten kozen in december 1577 de twintigjarige aartshertog Matthias, de broer van keizer Rudolf II, als hun eigen landvoogd en Oranje als zijn luitenant-generaal en plaatsvervanger. Hij werd door Oranje ingewerkt, maar Matthias' formele macht was zeer beperkt. Matthias zou op 15 mei 1581 afstand doen van de landvoogdij en op 29 oktober Antwerpen verlaten.

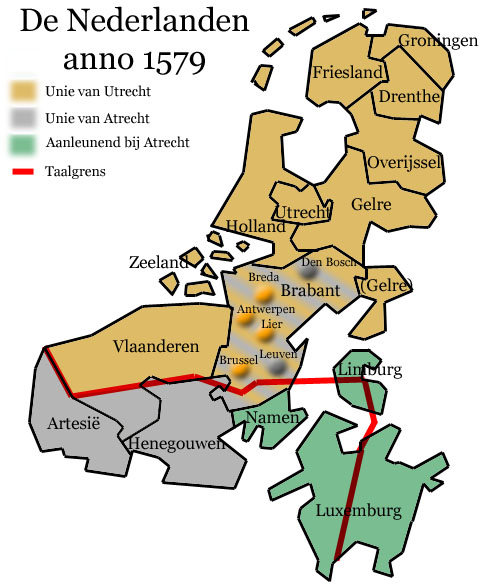
De Unies van Utrecht en Atrecht

### Unie van Atrecht en Utrecht
De Unie van Atrecht (met name de vrijwel geheel katholieke Franstalige gewesten) en de Unie van Utrecht (met name de Nederlandstalige protestantse gewesten, onder regie van Oranjes broer Jan van Nassau, stadhouder van Gelderland), in januari 1579, betekenden het begin van de eigen weg van Noord- en Zuid-Nederland. De prins, beducht voor een domineesdictatuur in het noorden en een herstel van de inquisitie in het zuiden, bleef zich nog maandenlang verzetten en ondertekende het Unieverdrag pas op 3 mei 1579. Ook daarna bleef hij ijveren voor de aansluiting van de zuidelijke provincies bij een nieuwe nadere unie, geleid vanuit Antwerpen en niet vanuit Holland. Uiteindelijk bleek Oranjes ideaal van één land met één landheer en religievrijheid te hoog gegrepen.

### Vredesbesprekingen in Keulen
Oranje had geprobeerd een coalitie te smeden tussen katholieken en calvinisten in de Nederlanden en hun recht op gewetensvrijheid te garanderen, de zogeheten 'religievrede'. Hij riep op tot eendracht en het verdedigen van het 'vaderland'. Met deze coalitie kon het Spaanse juk mogelijk worden afgeworpen. Oranje had er moeite mee de orthodoxe calvinisten, met name in Gent, ervan te overtuigen dat katholieken en hun kerken en kloosters met rust moesten worden gelaten. De Spanjaarden hadden er daarentegen baat bij de verschillende partijen uit elkaar te spelen, volgens het principe 'verdeel en heers'.
Henegouwen, Artesië en de andere ondertekenaars van de Unie van Atrecht verzoenden zich al vóór de vredesonderhandelingen in Keulen met Filips II. Op 29 juni 1579 viel Maastricht na vier maanden belegering door Farnese; van het sturen van een ontzettingsleger was het niet gekomen. Veel katholieken waren hierover verbolgen.
Tijdens de vredesbesprekingen in Keulen voerde Aggaeus van Albada namens de Staatse delegatie het woord en deed er later verslag van, de Acta pacificationis verscheen in 1580 in druk bij Plantijn. In Albada's redevoeringen zat veel ideeëngoed van Castellio; 'ze waren dan ook principiële pleidooien voor gewetensvrijheid', in Spaanse ogen 'gevaarlijke nieuwigheden, die de ketterij vrij spel dreigden te geven.' Albada zette in de Acta uiteen: 'de Staten hebben hun landen en bezittingen niet van de koning verkregen, maar de koning heeft juist van hen de hoogste macht ontvangen.' Vindiciae contra tyrannos (1579, Bazel) was een ander geschrift uit die tijd, waarin gesteld werd 'dat iedere monarch die zijn macht misbruikte en in tirannie verviel, afgezet mocht worden.' Zogeheten monarchomachen (strijders tegen alleenheersers) wilden 'een rem zetten op alle vormen van gewetensdwang, omdat die bijna altijd uitliep op tirannie en het doden van onschuldige mensen. De inquisitie in Spanje, het optreden van Alva in de Nederlanden en de Bartholomeusnacht in Frankrijk waren er de sprekende voorbeelden van.' Filips II 'stond niet boven de wet, maar was er uitdrukkelijk aan onderworpen. Het was een rechtstreekse ontkrachting van het absolutisme.' De Spaanse delegatie in Keulen wilde veel concessies doen, vooral om de katholieken die zich de laatste jaren hadden afgekeerd van alles wat Spaans was weer in het kamp van de koning te trekken. Oranje waarschuwde dat de Spanjaarden niet te vertrouwen waren en niets liever wilden dan de inquisitie zo snel mogelijk invoeren. Er kwam een heftige lastercampagne aan het adres van Oranje op gang, waaronder het anonieme, 'wel heel giftige' Lettre d'un gentilhomme, vray patriot à Messieurs les Etats Generaulx, dat door heel Europa in druk verscheen en in korte tijd enorm veel reputatieschade aanrichtte. Oranje zou de vrede in de weg staan. Jan van der Linden, abt van de abdij Sint-Geertrui, maakte er een Nederlandse vertaling van en verzoende zich met Filips II. Ook Aarschot, de stadhouder van Vlaanderen, en Havré liepen over en verlieten hun zetels in de Raad van State en in de Staten-Generaal, nog vóór het einde van de Keulse besprekingen.

## Laatste levensjaren (1579–1584)

### Slag om Baasrode
In augustus 1579 ontsnapte Willem tijdens de Slag om Baasrode, bij Antwerpen, ternauwernood aan gevangenneming door Spaanse troepen.

### Apologie
Op 15 maart 1580 tekende de koning een vogelvrijverklaring van de Prins van Oranje. De prins verdedigde zich hiertegen in zijn Apologie. De ware aard van de Spanjaarden zou volgens dit boek wreed en hooghartig zijn. Met zijn Apologie gaf Oranje een enorme impuls aan de 'zwarte legende': een absolute veroordeling van Spanjaarden om hun wrede en hoogmoedige aard en hun daaruit voortkomende wandaden. De Staten-Generaal gaven op 17 december 1580 toestemming de Apologie te laten drukken en uit te geven.

Willem van Oranje kort voor zijn dood

### Anjou
Op Willems initiatief werd de 25-jarige Franse kroonprins, de hertog van Anjou, naar de Nederlanden gehaald. Hij zou als een soort boegbeeld de soevereiniteit op zich moeten nemen, met als bedoeld effect dat Frankrijk een bondgenoot zou worden tegen de gemeenschappelijke vijand Spanje. Dit liep uit op een heftige competentiestrijd tussen de hertog van Anjou en de Staten-Generaal, die de feitelijke macht wilden blijven uitoefenen. Op 5 juli 1581 droegen de Staten van Holland en Zeeland de Hoge Overheid opnieuw op aan de prins van Oranje.

### Plakkaat van Verlatinghe
Op 26 juli 1581 zwoeren de Staten-Generaal Filips II formeel af als koning in het Plakkaat van Verlatinghe; tot dan toe ging de Opstand in wezen om niet meer dan herstel van traditionele vrijheden en privileges van de provincies. Dit plakkaat is een van de geboortepapieren van de Nederlandse natie.
Daarmee waren de Nederlanden nog niet van Frans van Anjou af. Op 19 februari 1582 hield hij met zijn troepen een 'blijde inkomst' in Antwerpen om zijn machtspositie te versterken, maar dat liep voor hem op een ramp uit.

### Moordpogingen
Na Willems vogelvrijverklaring werden er verschillende aanslagen op het leven van de prins gepleegd. 
Op 18 maart 1582 pleegde Jean Jaureguy uit Bilbao in het kasteel in Antwerpen een mislukte aanslag. Een kogel raakte Willem onder zijn rechteroor, ging door zijn mondholte en verliet zijn lichaam bij zijn linkeroor. De aanslagpleger werd direct door omstanders neergestoken en overleed.
Op 5 mei 1582 overleed Charlotte van Bourbon die hem ten koste van haar eigen gezondheid verpleegd had. Ze had in zes jaar zes dochters gebaard en stierf, zwanger van een zevende kind. Oranje was mentaal en fysiek te zwak om bij haar begrafenis aanwezig te kunnen zijn. Oranje had inmiddels 11 kinderen. Van de twee zonen werd er een al 15 jaar gevangen gehouden.
Op 16 juli 1582 kwamen de hertog van Anjou en de prins van Oranje in Brugge aan. Een moordaanslag werd beraamd door de Spanjaard Juan de Salcedo, maar werd verijdeld.

### Franse Furie
Op 17 januari 1583 verdedigde de wantrouwende Antwerpse bevolking zich tegen binnenstormende Franse troepen, toen Anjou een staatsgreep pleegde, en slachtte ten minste 1500 man van zijn Franse troepen af, onder wie tientallen edelen. Het werd bekend als de 'Franse Furie'. Vierhonderd Fransen werden gevangen genomen. De Franse koning Hendrik III had speciaal maarschalk Armand de Gontaut, baron van Biron, gestuurd met een troepenmacht van 3300 man Zwitserse garde, 1500 man voetvolk en enkele vendels ruiters. Biron had ook de hertog van Montpensier meegekregen met 4500 man voetvolk en tien vendels cavalerie. Anjou zou zogenaamd in Antwerpen gevangen worden gehouden en moeten worden bevrijd door Franse troepen. Na zijn mislukte staatsgreep hield Anjou het voor gezien en keerde hij terug naar Frankrijk. Hij had zijn hoofdkwartier in Château-Thierry. Willems aanstelling van Anjou werd hem algemeen kwalijk genomen.

### Louise de Coligny

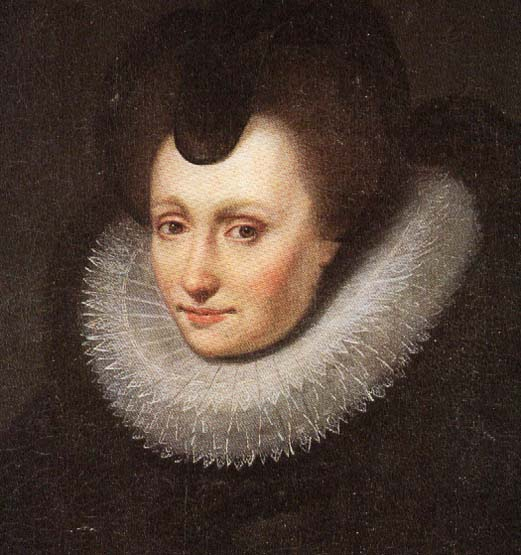
Louise de Coligny

De prins huwde op 12 april 1583 met de 27-jarige Louise de Coligny, dochter van Gaspard de Coligny, de legendarische, vermoorde leider van de hugenoten in Frankrijk. Ze was ruim tien jaar weduwe. Ze was tijdens de Bartholomeusnacht niet alleen haar vader verloren, maar ook haar echtgenoot Charles de Téligny. Op 29 januari 1584 werd Frederik Hendrik geboren.
De toestand in de Nederlanden werd echter zienderogen moeilijker. Parma wist op allerlei gebied het initiatief te nemen. Op 22 juli 1583 moest Oranje Antwerpen verlaten. Hij vestigde zich in Vlissingen, waar hij een huis had laten optrekken door Simon Stevin. In december verhuisde hij naar Delft; het Agathaklooster werd het Prinsenhof en kwam in zijn bezit. In mei 1584 verzoende Brugge zich met Parma. De Zuidelijke Nederlanden kwamen weer onder de Spaanse koning.

### Balthasar Gerards

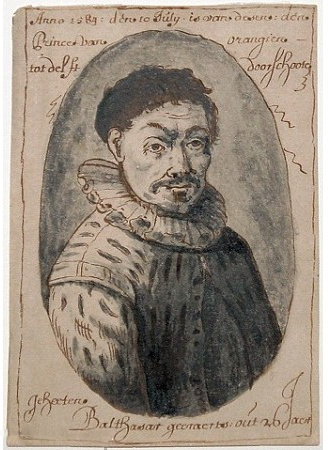
Balthasar Gerards, 26 jaar.

Balthasar Gerards (in het Frans Balthasar Gérard) stond in mei 1584 voor Oranje en overhandigde hem een brief, waarin hij om een onderhoud vroeg met een van zijn secretarissen. Een paar dagen later mocht hij bij Villiers zijn verhaal doen. Gerards had authentieke lakzegels (zegelstempels) van de Luxemburgse gouverneur Peter Ernst I van Mansfeld, waarmee brieven konden worden vervalst. Bondgenoten in Frankrijk zouden daar meer mee kunnen, besloot Villiers in overleg met Oranje en Gerards kon meereizen met Oranjes gezant Noël de Caron, heer van Schoonewalle, naar Anjous hoofdkwartier in Château-Thierry om de lakzegels te overhandigen.
Landsheer Anjou stierf op 10 juni 1584 aan een slepende ziekte en Gerards was degene die de brieven met het overlijdensbericht van Château-Thierry naar Delft bracht. Hij wachtte daarna op nadere instructies. Hij werd bij Oranje geroepen, die nog in bed lag (Gerards had tot zijn spijt geen dolk bij zich), om details te vertellen. Gerards werd als hulp en koerier van Noël de Caron weer terugverwacht in Frankrijk. Er werd gewerkt aan brieven die hij weer mee zou nemen. Toen begon Gerards aan een mogelijkheid te denken om Oranje met een pistool neer te schieten. Hij vroeg op 8 juli aan Villiers extra geld om zich net te kunnen kleden voor zijn bezoek aan Frankrijk. Van het geld kocht hij op 9 juli geen schoenen en kousen, maar twee pistolen met munitie bij nota bene een Frans lid van Oranjes lijfwacht.

### Moord

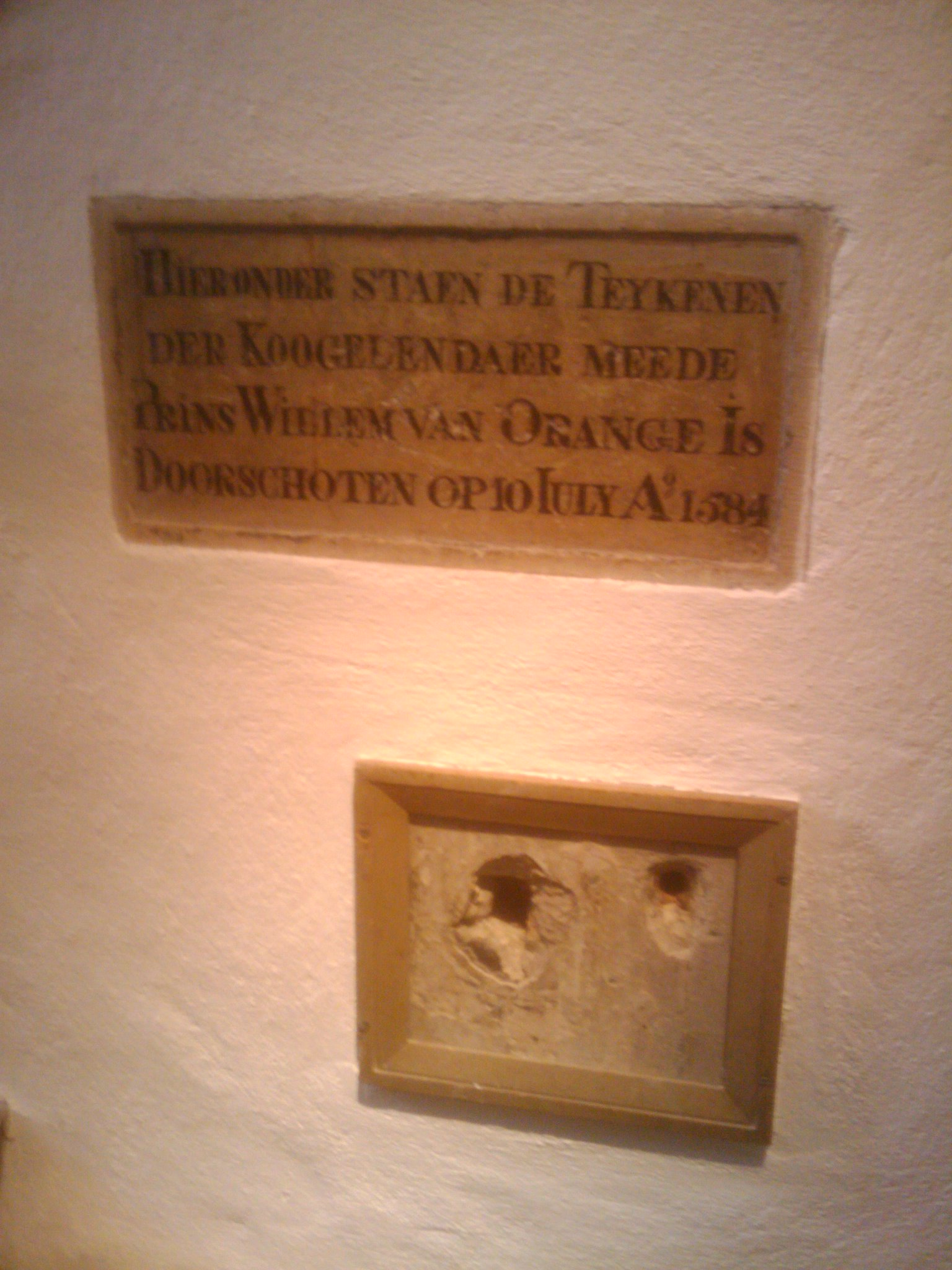
De kogelgaten in de muur, stille getuigen van de moord op Oranje

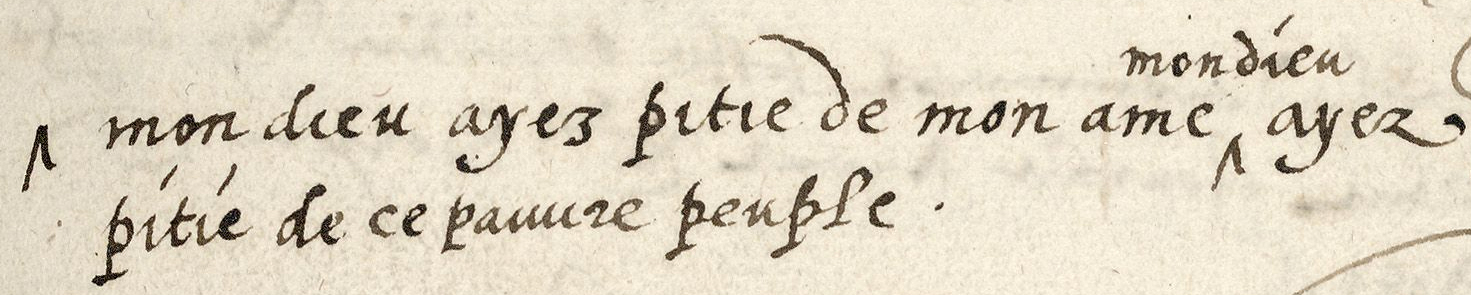
Enkele uren na de moord werd in Delft een vergadering van de Staten Generaal gehouden. In de kantlijn van het verslag schreef iemand de vermeende laatste woorden van Willem van Oranje: "Mon Dieu ayez pitie de mon âme; Mon Dieu ayez pitie de ce pauvre peuple" (Mijn God, heb medelijden met mijn ziel. Mijn God, heb medelijden met dit arme volk)

Op 10 juli 1584 pleegde de Fransman Balthasar Gerards (die zich voordeed als de protestant François Guyon) zijn fatale aanslag.
Gerards sprak Oranje aan toen die de trap afkwam om het middagmaal te gebruiken. Gerards vroeg om een paspoort.
Oranje lunchte die middag met Rombertus van Uylenburgh, burgemeester van Leeuwarden, zijn zus Katharina, zijn vrouw, drie dochters en de weduwe van Günther van Schwarzenburg in het Prinsenhof te Delft. Na deze maaltijd wilde Oranje de trap naar zijn slaap-/werkkamer oplopen. In de tussentijd ging Gerards in zijn herberg zijn pistolen halen. Het ene laadde hij met drie, het andere met twee kogels. Omstreeks 13.30 uur verliet het gezelschap de eetzaal. Toen hij op het punt stond de trap op te gaan naar zijn werkvertrek op de eerste verdieping werd hij van zeer korte afstand door Gerards, die zich achter een pilaar had opgehouden, nog wel gehinderd door lijfwachten, doodgeschoten. Gerards gebruikte daarvoor een radslotpistool.
Oranjes vermeende laatste woorden waren volgens de overlevering Mon Dieu, mon Dieu, ayez pitié de moi et de ce pauvre peuple, wat wordt vertaald als "Mijn God, Mijn God, heb medelijden met mij en met dit arme volk" Al moet deze uitspraak volgens Herman Pleij wel aan Oranje worden toegedicht; het is volgens een onderzoek dat in maart 2012 werd gepresenteerd vrijwel zeker dat hij dit niet toen heeft gezegd. De woorden werden wel al op de dag van de moord gedocumenteerd. Waarschijnlijk had Oranje ze al eerder bedacht, wetende dat ieder uur zijn laatste kon zijn. Ze waren goed gekozen; er was over nagedacht.
Met het schot dat Gerards loste kwamen drie kogels vrij, verbonden aan een draadje, waarvan er twee doel troffen en een door het hart van Willem van Oranje ging. Die was vrijwel zeker op slag dood en dus niet in staat nog iets te zeggen. De onderzoekers baseerden zich onder meer op het oorspronkelijke Latijnse sectierapport dat Pieter van Foreest en Cornelis Busennius opstelden.
De vertaling van het rapport is volgens historici eigenzinnig gedaan en strookt niet met het Nederlandstalige verslag dat dezelfde artsen uitbrachten aan de Staten-Generaal. Volgens getuigenverklaringen heeft Willem van Oranje wel nog iets gezegd tegen zijn stalmeester Jaques de Malderée, maar het is onduidelijk wat dat was. 'Zijn zuster zou hem nog in het Duits hebben gevraagd of hij 'zijn ziel stelde in de handen van Jezus Christus', waarop Oranje ook in het Duits ja zou hebben geantwoord.'
De moordenaar werd na een wilde achtervolging gegrepen, verhoord, gemarteld en op 14 juli geëxecuteerd. Twee weken na de moord op Willem van Oranje werd op 25 juli 1584 in de Sint-Janskathedraal van 's-Hertogenbosch door kanunniken uit dankbaarheid het Te Deum gezongen, uit blijdschap om de dood van de uitvoerder van de uithongeringspolitiek van de stad, die in de Meierij van 's-Hertogenbosch aan twee derde van de bevolking het leven kostte.

### Graf

Praalgraf afgebeeld in Hugo de Groot: Nederlandtsche jaerboeken, 1681

Oranje werd op 3 augustus 1584 begraven in de Nieuwe Kerk in Delft. Volgens een eerder testament had hij in de Grote Kerk in Breda begraven willen worden, dicht bij zijn eerste vrouw Anna van Buren, omringd door zijn illustere voorgeslacht. Maar Breda was nog bezet door de Spanjaarden. Ook na de herovering in 1590 bleef Oranje in Delft. Op de begrafenis kwamen enkele duizenden mensen de laatste eer bewijzen. Het graf was eenvoudig, in een hoekje van de kerk, 'gemaakt van ruwe stenen en cement. Het kwam maar net boven de grond uit, met wat houten staken erop, helemaal zwart geschilderd', aldus de Engelse student Fynes Morrison, die de Nieuwe Kerk in het voorjaar van 1593 bezocht. Pas tijdens het Twaalfjarig Bestand werd in 1615 een echt grafmonument ontworpen door de fameuze architect en beeldhouwer Hendrick de Keyser.
Op 12 april 1588 ontstond de Republiek der Zeven Verenigde Nederlanden, een nieuw, soeverein land, dat er zonder Oranje niet was geweest.

## Wapenspreuken
Een van de wapenspreuken van de prins luidde: Je maintiendrai (Frans voor 'Ik zal handhaven'). Aan het eind van zijn leven breidde de prins deze uit: Je maintiendrai l'honneur, la foy, la loi de Dieu, du Roy, de mes amis et moy ('Ik zal de eer, het geloof, de wet van God, van de koning, van mijn vrienden en mij handhaven'). De oorspronkelijke wapenspreuk ("Je maintiendrai Chalon") was afkomstig van Oranjes erflater René van Chalon. Willem van Oranje wijzigde deze later in "Je maintiendrai Nassau".
Zijn levensmotto was Saevis tranquillus in undis (bewaar de rust als de golven hoog dreigen te gaan), verbeeld door een ijsvogeltje.

## Nalatenschap en betekenis
Welke rol Oranje voor zichzelf had weggelegd, zal een discussie tussen historici blijven. De prins overleed en de zaak van de Opstand leek op een dieptepunt gekomen. De politiek-maatschappelijke alsmede de strategische leiding viel na de dood van de prins feitelijk in handen van de uiterst bekwame landsadvocaat van Holland, Johan van Oldenbarnevelt. Na ongelukkige pogingen om buitenlandse vorsten aan de Republiek te binden via de Franse kroonprins Frans van Anjou en Robert Dudley, de graaf van Leicester, als vertrouweling van Elizabeth I van Engeland, was rond 1589 de rolverdeling tussen Willem van Oranjes zoon Maurits van Nassau en Oldenbarnevelt duidelijk. De militaire leiding kwam in handen van Maurits. Van Oldenbarnevelt wist voor de Staten in de loop van circa vijftien jaren de zaak van de Republiek effectief te bepleiten. Zij bleken in staat het tij van de Tachtigjarige Oorlog definitief ten gunste van de Republiek te keren.

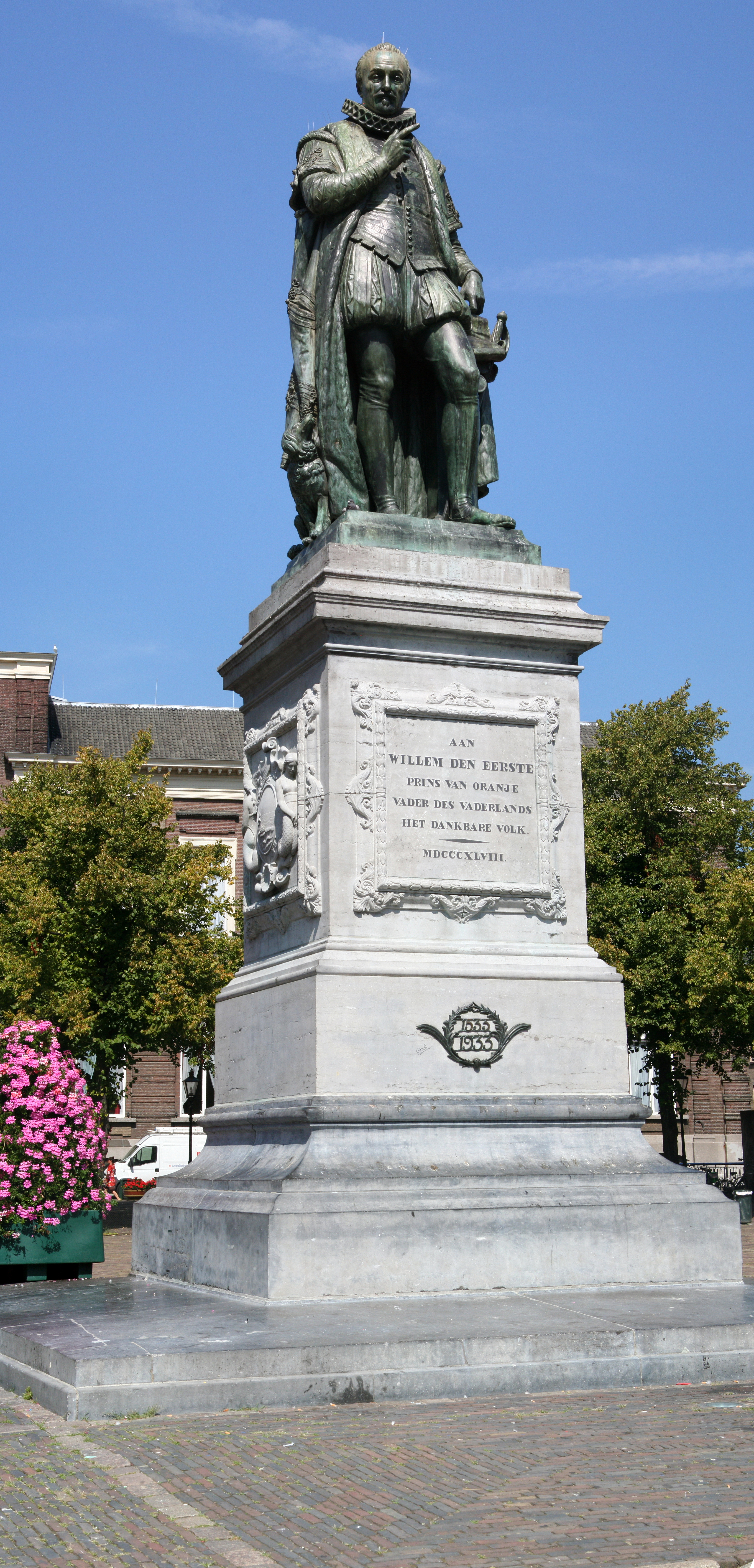
Standbeeld van Willem van Oranje op het Plein in Den Haag

Diverse historici oordeelden uitvoerig over Willem van Oranje:
In 1642 geeft P.C. Hooft zijn Nederlandse Historiën uit. De geschiedenis van de Opstand en het leven van Willem van Oranje worden uitvoerig beschreven. Het eindoordeel van de 17e-eeuwse Hooft over Willem van Oranje is dan nog als volgt:
Immers dit zal niemand loochenen, dat geen vorst onder de zon ooit vuriger bemind, en hoger geachte mocht worden van zijn onderdanen, dan Zijne Doorluchtigheid geweest is van Hollanders en Zeeuwen.
De Belgische historicus Henri Pirenne kwalificeerde de moord op Oranje als een nutteloos misdrijf. Willem van Oranje had immers zijn betekenis al lang verloren. Hij was nauwelijks in staat geweest de opmars van Parma het hoofd te bieden. De moord op de prins en opportunistische diplomaat is later door de Oranjefactie flink politiek uitgebuit.
De historicus Jan Romein rekende hem tot de erflaters van de Nederlandse beschaving. Willem van Oranje stond volgens hem aan de wieg van de Nederlandse natievorming (en zelfs etnogenese). De pretenties van de Habsburgers (het stichten van een centraal geleid wereldrijk met één godsdienst) zouden zijn stukgelopen op zijn vasthoudendheid.

### Bijnaam De Zwijger
De Leidse hoogleraar Robert Fruin schreef in 1864 dat de bijnaam Willem de Zwijger een apocriefe aanduiding is en pas in de 17e eeuw in omloop kwam. Het 'astutus Guglielmus' (slimme/sluwe Willem) van de inquisiteur Titelmans zou volgens Fruin bij de 17de-eeuwse katholieke geschiedschrijver Strada vervormd zijn tot 'taciturnus' (hij die zwijgt, zijn diepere bedoelingen niet prijsgeeft).
Kort na de dood van Oranje in 1584 schreef de Groninger boer Abel Eppens een kroniek, waarin staat dat Alva gezegd zou hebben: “Men moet zich hoeden voor de zwijgende Willem”. Willems biograaf René van Stipriaan meent dat dit het bewijs is dat de bijnaam al bij Oranjes leven in omloop was. De 'dissimulatio' (dissumulatie), het verhullen van de eigen bedoelingen, hoorde bij het Habsburgse machtscomplex en Willem leerde het in de jaren dat hij deel uitmaakte van de hofentourage van Karel V en Filips II. 'Onoprecht handelen van heersers wordt vaak met het denken van Machiavelli in verband gebracht, maar als praktijk was het aan de Europese hoven al eeuwenoud. Machiavelli trok dit handelen tot zijn uiterste consequentie door, als manier om tot elke prijs een bepaald doel te bereiken.' Ook volgens Il cortegiano van Castiglione, een handboek voor hoofs gedrag, werd het zich handhaven aan het hof voorgesteld als een vorm van toneelspelen. Door de almaar voortgaande geloofsvervolging werd het waarschijnlijk van levensbelang de eigen overtuiging voor de buitenwereld verborgen te houden. Ook het zich snel ontwikkelende vorstenabsolutisme kan ertoe hebben bijgedragen dat raadslieden zich zo veel mogelijk op de vlakte hielden en geen controversiële meningen verkondigden.

## Familie

### Voorouders
| Jan IV van Nassau (1410-1475) | Jan IV van Nassau (1410-1475) | Jan IV van Nassau (1410-1475) | Jan IV van Nassau (1410-1475) | Jan IV van Nassau (1410-1475)           | Jan IV van Nassau (1410-1475)           | Maria van Loon-Heinsberg (1424-1502)    | Maria van Loon-Heinsberg (1424-1502)    | Maria van Loon-Heinsberg (1424-1502)     | Maria van Loon-Heinsberg (1424-1502)     | Maria van Loon-Heinsberg (1424-1502)       | Maria van Loon-Heinsberg (1424-1502)       |                                            |                                            | Hendrik III van Hessen (1440-1483)         | Hendrik III van Hessen (1440-1483)         | Hendrik III van Hessen (1440-1483)       | Hendrik III van Hessen (1440-1483)       | Hendrik III van Hessen (1440-1483)       | Hendrik III van Hessen (1440-1483)       | Anna van Katzenelnbogen (1443-1494)      | Anna van Katzenelnbogen (1443-1494)      | Anna van Katzenelnbogen (1443-1494) | Anna van Katzenelnbogen (1443-1494) | Anna van Katzenelnbogen (1443-1494) | Anna van Katzenelnbogen (1443-1494) |                              |                              | Hendrik van Stolberg (1436-1511) | Hendrik van Stolberg (1436-1511) | Hendrik van Stolberg (1436-1511) | Hendrik van Stolberg (1436-1511) | Hendrik van Stolberg (1436-1511)               | Hendrik van Stolberg (1436-1511)               | Mathilde van Mansfeld (1440-1468)              | Mathilde van Mansfeld (1440-1468)              | Mathilde van Mansfeld (1440-1468)              | Mathilde van Mansfeld (1440-1468)              | Mathilde van Mansfeld (1440-1468)            | Mathilde van Mansfeld (1440-1468)            |                                              |                                              | Filips van Eppstein-Königstein († rond 1481) | Filips van Eppstein-Königstein († rond 1481) | Filips van Eppstein-Königstein († rond 1481) | Filips van Eppstein-Königstein († rond 1481) | Filips van Eppstein-Königstein († rond 1481) | Filips van Eppstein-Königstein († rond 1481) | Louise de la Mark (1450-1524)            | Louise de la Mark (1450-1524)            | Louise de la Mark (1450-1524) | Louise de la Mark (1450-1524) | Louise de la Mark (1450-1524) | Louise de la Mark (1450-1524) |  |  |  |  |  |  |  |  |  |  |  |  |  |  |  |  |  |  |  |  |  |  |  |  |  |  |  |  |  |  |  |  |  |  |  |  |  |  |  |  |  |  |  |  |  |  |  |  |
| Jan IV van Nassau (1410-1475) | Jan IV van Nassau (1410-1475) | Jan IV van Nassau (1410-1475) | Jan IV van Nassau (1410-1475) | Jan IV van Nassau (1410-1475)           | Jan IV van Nassau (1410-1475)           | Maria van Loon-Heinsberg (1424-1502)    | Maria van Loon-Heinsberg (1424-1502)    | Maria van Loon-Heinsberg (1424-1502)     | Maria van Loon-Heinsberg (1424-1502)     | Maria van Loon-Heinsberg (1424-1502)       | Maria van Loon-Heinsberg (1424-1502)       |                                            |                                            | Hendrik III van Hessen (1440-1483)         | Hendrik III van Hessen (1440-1483)         | Hendrik III van Hessen (1440-1483)       | Hendrik III van Hessen (1440-1483)       | Hendrik III van Hessen (1440-1483)       | Hendrik III van Hessen (1440-1483)       | Anna van Katzenelnbogen (1443-1494)      | Anna van Katzenelnbogen (1443-1494)      | Anna van Katzenelnbogen (1443-1494) | Anna van Katzenelnbogen (1443-1494) | Anna van Katzenelnbogen (1443-1494) | Anna van Katzenelnbogen (1443-1494) |                              |                              | Hendrik van Stolberg (1436-1511) | Hendrik van Stolberg (1436-1511) | Hendrik van Stolberg (1436-1511) | Hendrik van Stolberg (1436-1511) | Hendrik van Stolberg (1436-1511)               | Hendrik van Stolberg (1436-1511)               | Mathilde van Mansfeld (1440-1468)              | Mathilde van Mansfeld (1440-1468)              | Mathilde van Mansfeld (1440-1468)              | Mathilde van Mansfeld (1440-1468)              | Mathilde van Mansfeld (1440-1468)            | Mathilde van Mansfeld (1440-1468)            |                                              |                                              | Filips van Eppstein-Königstein († rond 1481) | Filips van Eppstein-Königstein († rond 1481) | Filips van Eppstein-Königstein († rond 1481) | Filips van Eppstein-Königstein († rond 1481) | Filips van Eppstein-Königstein († rond 1481) | Filips van Eppstein-Königstein († rond 1481) | Louise de la Mark (1450-1524)            | Louise de la Mark (1450-1524)            | Louise de la Mark (1450-1524) | Louise de la Mark (1450-1524) | Louise de la Mark (1450-1524) | Louise de la Mark (1450-1524) |  |  |  |  |  |  |  |  |  |  |  |  |  |  |  |  |  |  |  |  |  |  |  |  |  |  |  |  |  |  |  |  |  |  |  |  |  |  |  |  |  |  |  |  |  |  |  |  |
|                               |                               |                               |                               |                                         |                                         |                                         |                                         |                                          |                                          |                                            |                                            |                                            |                                            |                                            |                                            |                                          |                                          |                                          |                                          |                                          |                                          |                                     |                                     |                                     |                                     |                              |                              |                                  |                                  |                                  |                                  |                                                |                                                |                                                |                                                |                                                |                                                |                                              |                                              |                                              |                                              |                                              |                                              |                                              |                                              |                                              |                                              |                                          |                                          |                               |                               |                               |                               |  |  |  |  |  |  |  |  |  |  |  |  |  |  |  |  |  |  |  |  |  |  |  |  |  |  |  |  |  |  |  |  |  |  |  |  |  |  |  |  |  |  |  |  |  |  |  |  |
|                               |                               |                               |                               | Jan V van Nassau-Dillenburg (1455-1516) | Jan V van Nassau-Dillenburg (1455-1516) | Jan V van Nassau-Dillenburg (1455-1516) | Jan V van Nassau-Dillenburg (1455-1516) | Jan V van Nassau-Dillenburg (1455-1516)  | Jan V van Nassau-Dillenburg (1455-1516)  |                                            |                                            |                                            |                                            |                                            |                                            | Elisabeth van Hessen-Marburg (1466–1523) | Elisabeth van Hessen-Marburg (1466–1523) | Elisabeth van Hessen-Marburg (1466–1523) | Elisabeth van Hessen-Marburg (1466–1523) | Elisabeth van Hessen-Marburg (1466–1523) | Elisabeth van Hessen-Marburg (1466–1523) |                                     |                                     |                                     |                                     |                              |                              |                                  |                                  |                                  |                                  | Botho III van Stolberg-Wernigerode (1467-1538) | Botho III van Stolberg-Wernigerode (1467-1538) | Botho III van Stolberg-Wernigerode (1467-1538) | Botho III van Stolberg-Wernigerode (1467-1538) | Botho III van Stolberg-Wernigerode (1467-1538) | Botho III van Stolberg-Wernigerode (1467-1538) |                                              |                                              |                                              |                                              |                                              |                                              | Anna van Eppstein-Königstein (1481-1538)     | Anna van Eppstein-Königstein (1481-1538)     | Anna van Eppstein-Königstein (1481-1538)     | Anna van Eppstein-Königstein (1481-1538)     | Anna van Eppstein-Königstein (1481-1538) | Anna van Eppstein-Königstein (1481-1538) |                               |                               |                               |                               |  |  |  |  |  |  |  |  |  |  |  |  |  |  |  |  |  |  |  |  |  |  |  |  |  |  |  |  |  |  |  |  |  |  |  |  |  |  |  |  |  |  |  |  |  |  |  |  |
|                               |                               |                               |                               | Jan V van Nassau-Dillenburg (1455-1516) | Jan V van Nassau-Dillenburg (1455-1516) | Jan V van Nassau-Dillenburg (1455-1516) | Jan V van Nassau-Dillenburg (1455-1516) | Jan V van Nassau-Dillenburg (1455-1516)  | Jan V van Nassau-Dillenburg (1455-1516)  |                                            |                                            |                                            |                                            |                                            |                                            | Elisabeth van Hessen-Marburg (1466–1523) | Elisabeth van Hessen-Marburg (1466–1523) | Elisabeth van Hessen-Marburg (1466–1523) | Elisabeth van Hessen-Marburg (1466–1523) | Elisabeth van Hessen-Marburg (1466–1523) | Elisabeth van Hessen-Marburg (1466–1523) |                                     |                                     |                                     |                                     |                              |                              |                                  |                                  |                                  |                                  | Botho III van Stolberg-Wernigerode (1467-1538) | Botho III van Stolberg-Wernigerode (1467-1538) | Botho III van Stolberg-Wernigerode (1467-1538) | Botho III van Stolberg-Wernigerode (1467-1538) | Botho III van Stolberg-Wernigerode (1467-1538) | Botho III van Stolberg-Wernigerode (1467-1538) |                                              |                                              |                                              |                                              |                                              |                                              | Anna van Eppstein-Königstein (1481-1538)     | Anna van Eppstein-Königstein (1481-1538)     | Anna van Eppstein-Königstein (1481-1538)     | Anna van Eppstein-Königstein (1481-1538)     | Anna van Eppstein-Königstein (1481-1538) | Anna van Eppstein-Königstein (1481-1538) |                               |                               |                               |                               |  |  |  |  |  |  |  |  |  |  |  |  |  |  |  |  |  |  |  |  |  |  |  |  |  |  |  |  |  |  |  |  |  |  |  |  |  |  |  |  |  |  |  |  |  |  |  |  |
|                               |                               |                               |                               |                                         |                                         |                                         |                                         |                                          |                                          | Willem I van Nassau-Dillenburg (1487–1559) | Willem I van Nassau-Dillenburg (1487–1559) | Willem I van Nassau-Dillenburg (1487–1559) | Willem I van Nassau-Dillenburg (1487–1559) | Willem I van Nassau-Dillenburg (1487–1559) | Willem I van Nassau-Dillenburg (1487–1559) |                                          |                                          |                                          |                                          |                                          |                                          |                                     |                                     |                                     |                                     |                              |                              |                                  |                                  |                                  |                                  |                                                |                                                |                                                |                                                |                                                |                                                | Juliana van Stolberg-Wernigerode (1506-1580) | Juliana van Stolberg-Wernigerode (1506-1580) | Juliana van Stolberg-Wernigerode (1506-1580) | Juliana van Stolberg-Wernigerode (1506-1580) | Juliana van Stolberg-Wernigerode (1506-1580) | Juliana van Stolberg-Wernigerode (1506-1580) |                                              |                                              |                                              |                                              |                                          |                                          |                               |                               |                               |                               |  |  |  |  |  |  |  |  |  |  |  |  |  |  |  |  |  |  |  |  |  |  |  |  |  |  |  |  |  |  |  |  |  |  |  |  |  |  |  |  |  |  |  |  |  |  |  |  |
|                               |                               |                               |                               |                                         |                                         |                                         |                                         |                                          |                                          | Willem I van Nassau-Dillenburg (1487–1559) | Willem I van Nassau-Dillenburg (1487–1559) | Willem I van Nassau-Dillenburg (1487–1559) | Willem I van Nassau-Dillenburg (1487–1559) | Willem I van Nassau-Dillenburg (1487–1559) | Willem I van Nassau-Dillenburg (1487–1559) |                                          |                                          |                                          |                                          |                                          |                                          |                                     |                                     |                                     |                                     |                              |                              |                                  |                                  |                                  |                                  |                                                |                                                |                                                |                                                |                                                |                                                | Juliana van Stolberg-Wernigerode (1506-1580) | Juliana van Stolberg-Wernigerode (1506-1580) | Juliana van Stolberg-Wernigerode (1506-1580) | Juliana van Stolberg-Wernigerode (1506-1580) | Juliana van Stolberg-Wernigerode (1506-1580) | Juliana van Stolberg-Wernigerode (1506-1580) |                                              |                                              |                                              |                                              |                                          |                                          |                               |                               |                               |                               |  |  |  |  |  |  |  |  |  |  |  |  |  |  |  |  |  |  |  |  |  |  |  |  |  |  |  |  |  |  |  |  |  |  |  |  |  |  |  |  |  |  |  |  |  |  |  |  |
|                               |                               |                               |                               |                                         |                                         |                                         |                                         |                                          |                                          |                                            |                                            |                                            |                                            |                                            |                                            |                                          |                                          |                                          |                                          |                                          |                                          |                                     |                                     |                                     |                                     |                              |                              |                                  |                                  |                                  |                                  |                                                |                                                |                                                |                                                |                                                |                                                |                                              |                                              |                                              |                                              |                                              |                                              |                                              |                                              |                                              |                                              |                                          |                                          |                               |                               |                               |                               |  |  |  |  |  |  |  |  |  |  |  |  |  |  |  |  |  |  |  |  |  |  |  |  |  |  |  |  |  |  |  |  |  |  |  |  |  |  |  |  |  |  |  |  |  |  |  |  |
|                               |                               |                               |                               |                                         |                                         |                                         |                                         |                                          |                                          |                                            |                                            |                                            |                                            |                                            |                                            |                                          |                                          |                                          |                                          |                                          |                                          |                                     |                                     |                                     |                                     |                              |                              |                                  |                                  |                                  |                                  |                                                |                                                |                                                |                                                |                                                |                                                |                                              |                                              |                                              |                                              |                                              |                                              |                                              |                                              |                                              |                                              |                                          |                                          |                               |                               |                               |                               |  |  |  |  |  |  |  |  |  |  |  |  |  |  |  |  |  |  |  |  |  |  |  |  |  |  |  |  |  |  |  |  |  |  |  |  |  |  |  |  |  |  |  |  |  |  |  |  |
| Willem van Oranje (1533–1584) | Willem van Oranje (1533–1584) | Willem van Oranje (1533–1584) | Willem van Oranje (1533–1584) | Willem van Oranje (1533–1584)           | Willem van Oranje (1533–1584)           |                                         |                                         | Jan VI van Nassau-Dillenburg (1536–1606) | Jan VI van Nassau-Dillenburg (1536–1606) | Jan VI van Nassau-Dillenburg (1536–1606)   | Jan VI van Nassau-Dillenburg (1536–1606)   | Jan VI van Nassau-Dillenburg (1536–1606)   | Jan VI van Nassau-Dillenburg (1536–1606)   |                                            |                                            | Lodewijk van Nassau (1538-1574)          | Lodewijk van Nassau (1538-1574)          | Lodewijk van Nassau (1538-1574)          | Lodewijk van Nassau (1538-1574)          | Lodewijk van Nassau (1538-1574)          | Lodewijk van Nassau (1538-1574)          |                                     |                                     | Adolf van Nassau (1540-1568)        | Adolf van Nassau (1540-1568)        | Adolf van Nassau (1540-1568) | Adolf van Nassau (1540-1568) | Adolf van Nassau (1540-1568)     | Adolf van Nassau (1540-1568)     |                                  |                                  | Elisabeth van Nassau (1542-1603)               | Elisabeth van Nassau (1542-1603)               | Elisabeth van Nassau (1542-1603)               | Elisabeth van Nassau (1542-1603)               | Elisabeth van Nassau (1542-1603)               | Elisabeth van Nassau (1542-1603)               |                                              |                                              | Hendrik van Nassau (1550-1574)               | Hendrik van Nassau (1550-1574)               | Hendrik van Nassau (1550-1574)               | Hendrik van Nassau (1550-1574)               | Hendrik van Nassau (1550-1574)               | Hendrik van Nassau (1550-1574)               |                                              |                                              | ... + 6 zusters                          | ... + 6 zusters                          | ... + 6 zusters               | ... + 6 zusters               | ... + 6 zusters               | ... + 6 zusters               |  |  |  |  |  |  |  |  |  |  |  |  |  |  |  |  |  |  |  |  |  |  |  |  |  |  |  |  |  |  |  |  |  |  |  |  |  |  |  |  |  |  |  |  |  |  |  |  |

### Huwelijken en kinderen

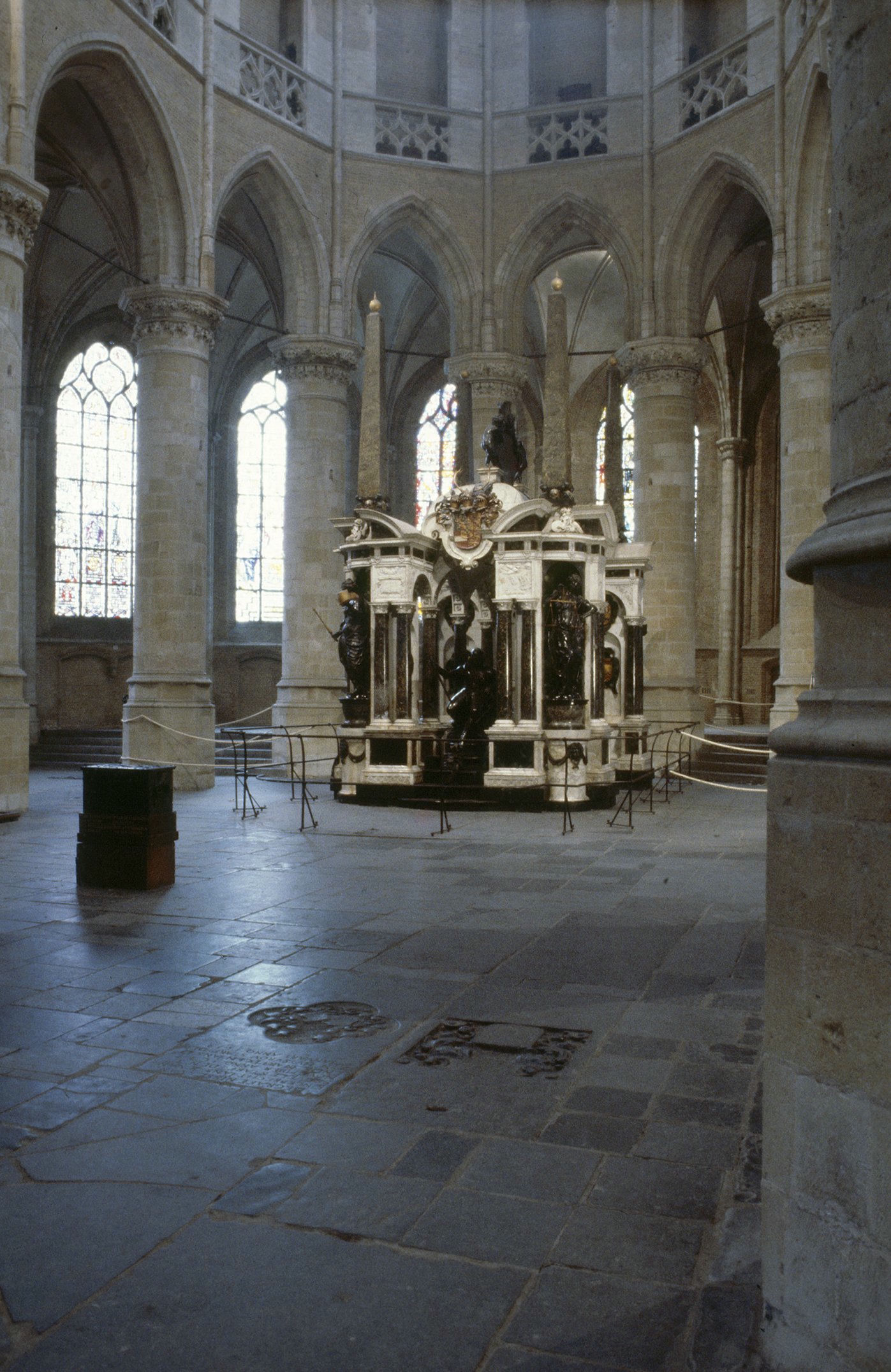
Praalgraf van Willem van Oranje in de Nieuwe Kerk in Delft

Willem van Oranje kreeg bij zijn vier echtgenotes de volgende kinderen:
1. Anna van Egmont van Buren (1551–1558)
  1. Maria (Breda, 9 december 1553[noot 9] - kort na 7 december 1554[91])
  2. Filips Willem (19 december 1554 – 20 februari 1618), prins van Oranje, trouwde met Eleonora de Bourbon-Condé
  3. Maria (7 februari 1556 – 10 oktober 1616), gehuwd met Filips van Hohenlohe-Neuenstein
2. Anna van Saksen (1561–1571)
  1. Anna (31 oktober 1562, vrijwel direct daarna overleden)
  2. Anna (5 november 1563 – 13 juni 1588), gehuwd met Willem Lodewijk van Nassau-Dillenburg
  3. Maurits (8 december 1564[91] – vóór 5 maart 1565[92])
  4. Maurits (14 november 1567 – 23 april 1625), stadhouder, prins van Oranje (1618–1625)
  5. Emilia (10 april 1569 - 16 maart 1629), gehuwd met Emanuel van Portugal
3. Charlotte van Bourbon (1575–1582)
  1. Louise Juliana (31 maart 1576 – 15 maart 1644), gehuwd met Frederik IV van de Palts
  2. Elisabeth van Nassau (26 april 1577 – 3 september 1642), gehuwd met Henri de La Tour d'Auvergne
  3. Catharina Belgica (3 of 31 juli 1578 – 12 april 1648), gehuwd met Filips Lodewijk II van Hanau-Münzenberg
  4. Charlotte Flandrina (18 augustus 1579 – 16 april 1640), abdis van het klooster van St. Croix bij Poitiers
  5. Charlotte Brabantina (17 september 1580 – augustus 1631), gehuwd met Claude de la Trémoille, hertog van Thouars
  6. Emilia Secunda Antwerpiana (9 december 1581 – 28 september 1657), gehuwd met Frederik Casimir van Palts-Landsberg
4. Louise de Coligny (1583–1584)
  1. Frederik Hendrik (29 januari 1584 – 14 maart 1647), stadhouder, prins van Oranje (1625–1647)

Willem van Oranje verwekte bij zijn vriendin Eva Elincx een zoon: Justinus van Nassau (1559–1631).

## Wetenswaardigheden

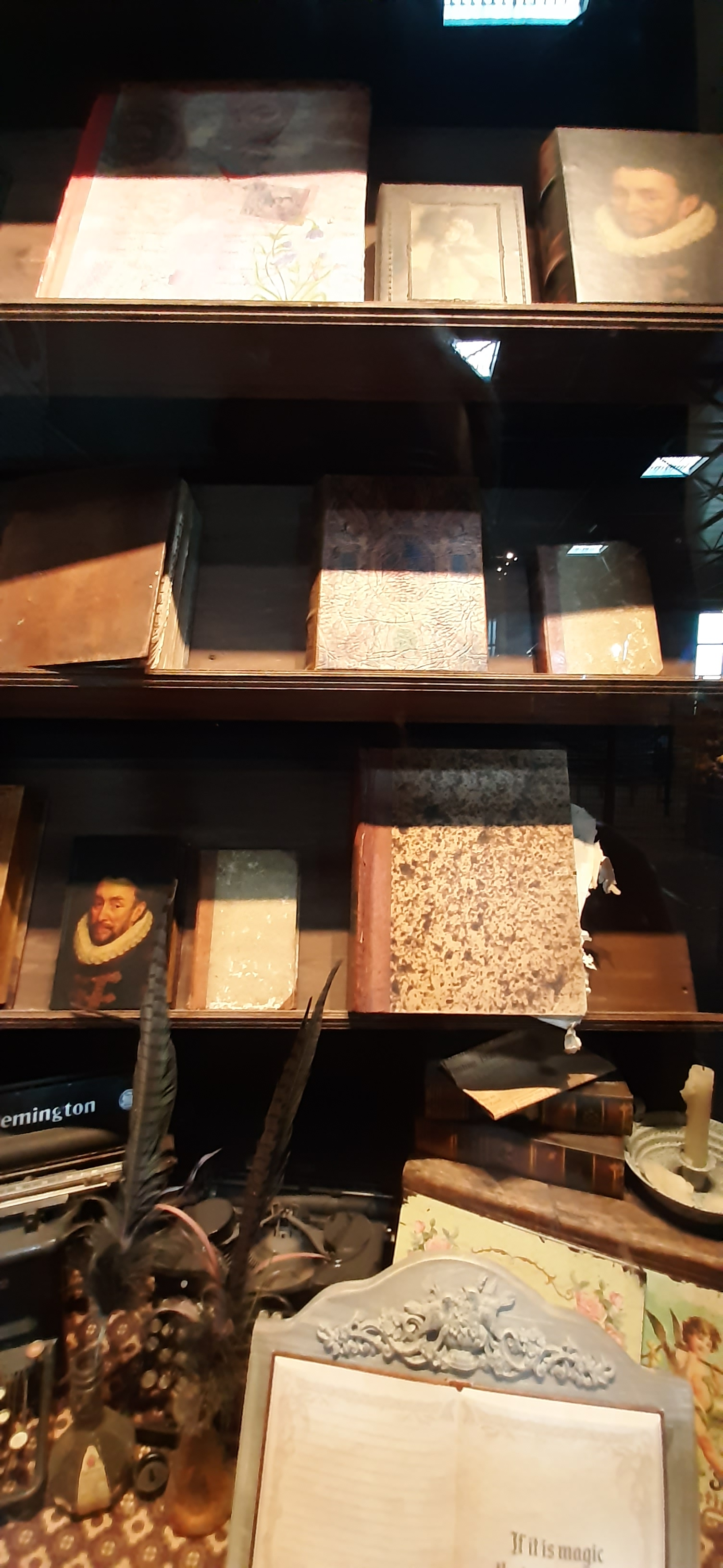
Boeken ter decoratie met het portret van Willem van Oranje in Attractiepark Toverland

- Willem van Oranjes wapenschild en wapenspreuk Je maintiendrai (ik zal handhaven) werden overgenomen voor het nationale Nederlandse wapenschild en de wapenspreuk.
- Willem van Oranje had een hondje, Pompey. Deze zou hem in 1572 tijdens een Spaanse nachtelijke overval op zijn kamp hebben gered van een moordaanslag.
- De kleuren van de Prinsenvlag (oranje, wit, blauw), een historische vlag van Nederland, stammen af van de livreikleuren van Willem van Oranje (wit en blauw), en het oranje van het Prinsdom Orange.[93]
- Het Wilhelmus, sinds 1932 het Nederlandse volkslied, is een ode aan Willem van Oranje. Het is ook een acrostichon: de eerste letters van alle coupletten van het Wilhelmus vormen samen Willem van Nassov.[94]
- Willem van Oranje is ook opgenomen in de eregalerij van reformatoren uit de 16e eeuw. Deze galerij bevindt zich in Genève.[37] Naast de beeltenis van Willem van Oranje is geschreven: D'ondersaten en zijn niet van Godt gheschapen tot behoef van den prince om hem in alles wat hy beveelt weder het goddelick oft ongoddelick recht oft onrecht is onderdanigh te wezen ende als slaven te dienen maer den prince om d'ondersaten will sonder dewelcke hy geen prince en is om deselve met recht ende redene te regeren.
- Willemstad in Noord-Brabant is naar Willem van Oranje vernoemd.
- Willem van Oranje is als een van de vijftig thema's opgenomen in de canon van Nederland van de commissie-Van Oostrom.
- De Internationale Astronomische Unie maakte op 22 januari 2008 bekend dat een klein astronomisch object, voorheen bekend als nummer 12151, voortaan Oranje-Nassau heet ter ere van Willem van Oranje. Planetoïde Oranje-Nassau heeft een doorsnede van ongeveer vijf kilometer en draait tussen de banen van Mars en Jupiter. Het rotsachtige object doet drie aardse jaren en negen aardse maanden over een omloop om de zon.
- In 2005 werd Willem van Oranje genomineerd voor de titel De grootste Nederlander. Hij eindigde op de tweede plaats, al bleek een groot aantal telefonische stemmen niet op tijd ter plekke te zijn gekomen. Indien die ook geteld waren zou Willem van Oranje de winnaar zijn geweest.
- Via twee dochters van zijn zoon Frederik Hendrik, Albertine Agnes en Henriëtte Catharina van Nassau, was Willem van Oranje betovergrootvader van prins Johan Willem Friso van Nassau-Dietz. De nakomelingen van Johan Willem Friso bezetten alle erfbare tronen in Europa, waaronder de Nederlandse.
- Er werden standbeelden opgericht voor Willem van Oranje in Den Haag (aan het Noordeinde en op het Plein), Delft, Dillenburg, Wiesbaden, Genève, Brussel (Kleine Zavel), Antwerpen, Dordrecht (aan het Hof), Buren.
- De moord op Willem van Oranje was de eerste moord van een staatsman die met een pistool werd gepleegd. Daarop wijst de Britse historica Lisa Jardine in haar boek De vreselijke dood van Willem de Zwijger. (De eerste politieke moord in een lange rij van spraakmakende aanslagen met een handvuurwapen) (ISBN 9789401903844).